# Большой Кремлёвский дворец
Большо́й Кремлёвский дворе́ц — бывшая резиденция императоров Всероссийских в Московском Кремле.
Построен в 1838—1849 годах группой архитекторов под руководством К. А. Тона по распоряжению императора Николая I. В работах принимали участие Н. И. Чичагов, Ф. Ф. Рихтер, П. А. Герасимов, В. А. Бакарев, Н. А. Шохин и другие. Архитектурный ансамбль включает Теремной дворец, Грановитую и Оружейную палаты, Апартаменты великих князей, дворцовые церкви и другие сооружения — всего во дворце насчитывается более семисот разновременных помещений XIV—XX веков. В 1918 году дворец стал резиденцией советского правительства, и в 1934 году был частично перестроен. В 1994—1999 годах залы реконструировали, вернув им первоначальный облик. В Большом Кремлёвском дворце находятся резиденции президента России и патриарха Московского и всея Руси. В здании проходят экскурсии по предварительной записи.

## История

### Ранние дворцовые постройки

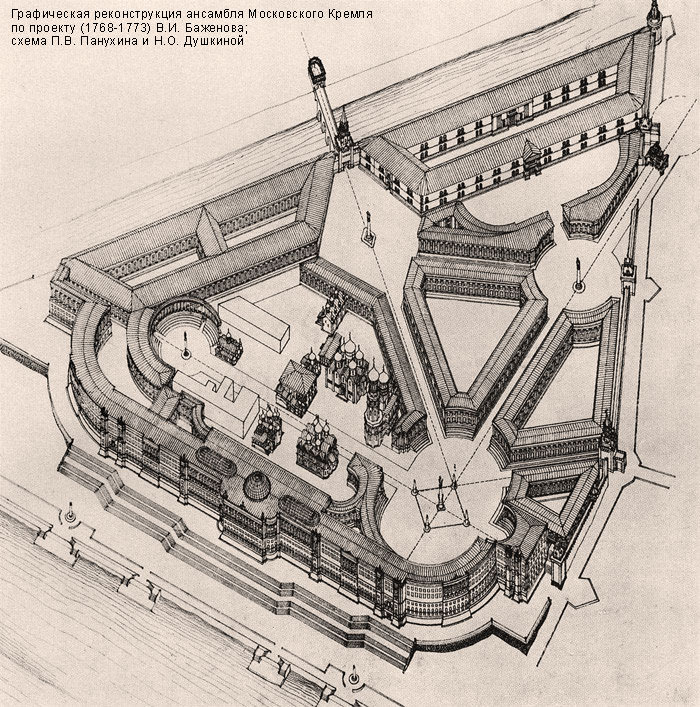
Графическая реконструкция ансамбля Московского Кремля по проекту В.Баженова в XVIII веке

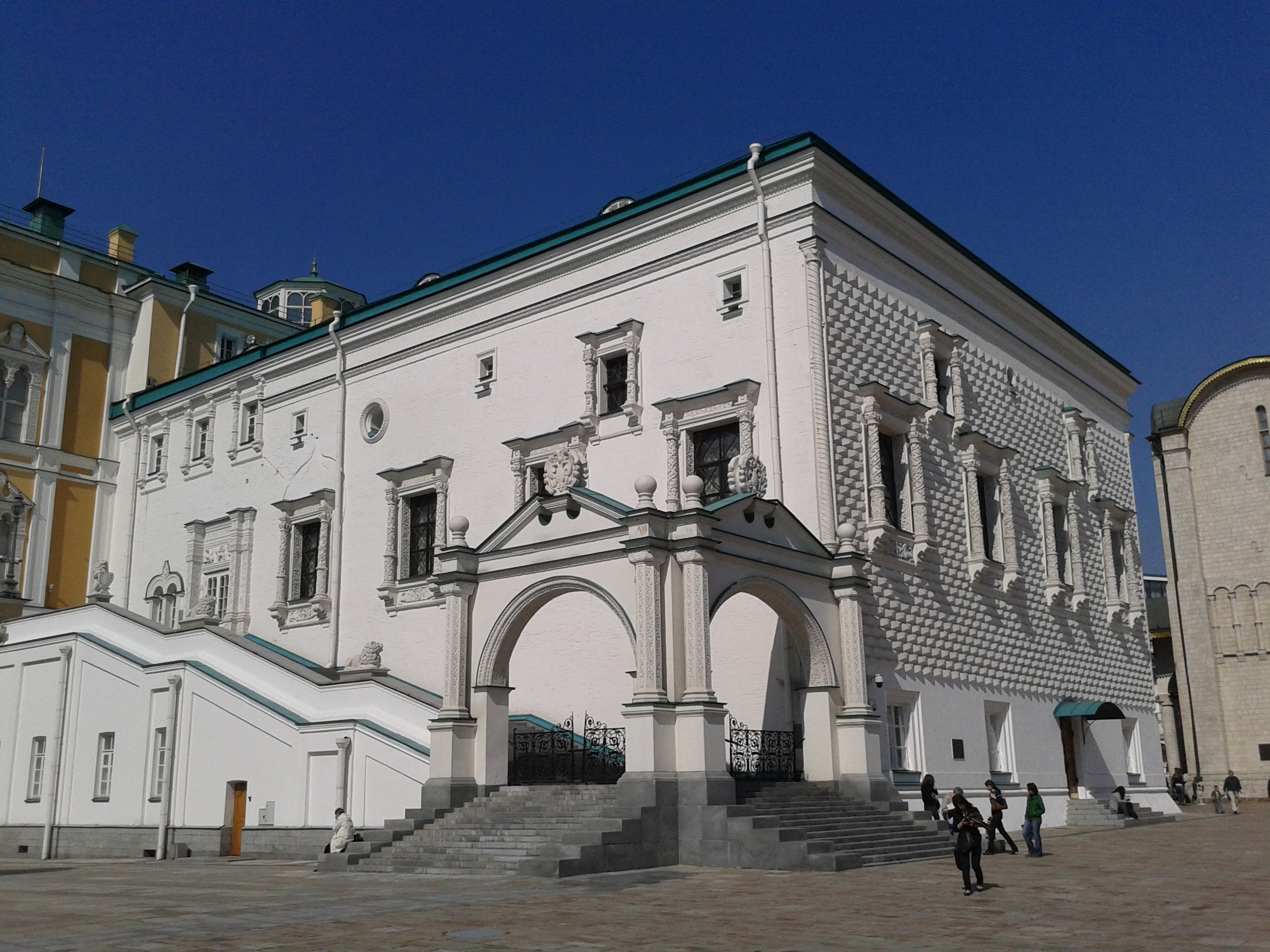
Грановитая палата, 2014

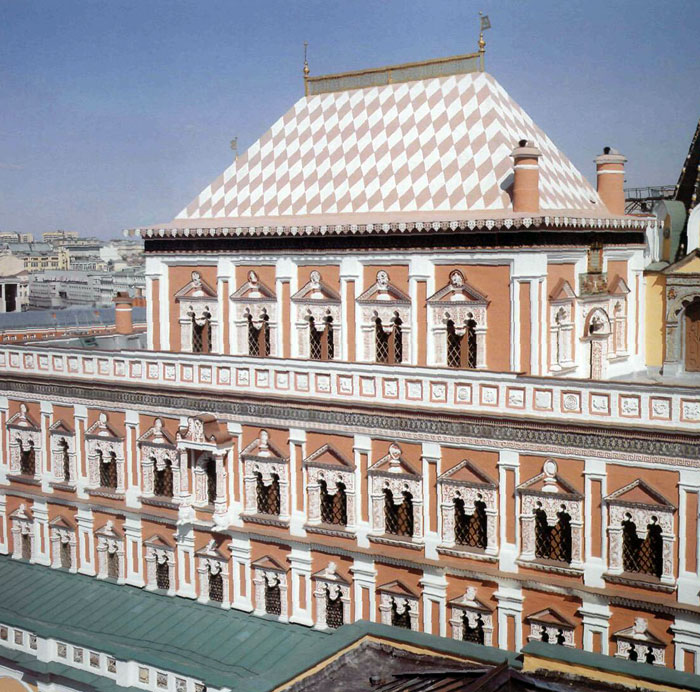
Фасад Теремного дворца, 2003

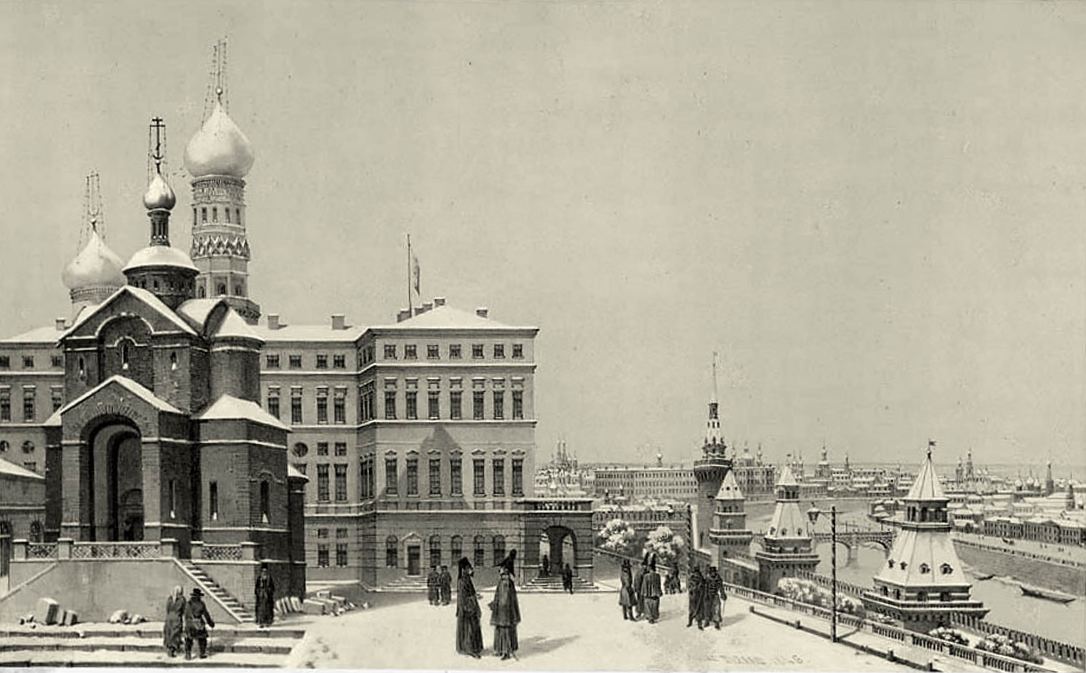
Кремлёвский Зимний дворец Растрелли и церковь Иоанна Предтечи в 1820-х годах

#### XII—XV век
По С. П. Бартеневу, история дворцовых построек в Московском Кремле выглядит следующим образом.
В середине XII века между церковью Рождества Иоанна Предтечи и местом нынешних Боровицких ворот находились небольшие деревянные хоромы, служившие князьям временной резиденцией. В XIII веке, когда Москва стала центром отдельного княжества, великокняжеский двор был перемещён к востоку, где была выстроена церковь Спаса на Бору. В XIV веке великий князь Иван Калита (1328—1341) расширил свой двор и на месте деревянной церкви Спаса возвёл каменный собор, к которому перенёс монастырь из села Данилова.
При Дмитрии Донском (1363—1389) и его сыне Василии Дмитриевиче (1390—1425), великокняжеский дворец уже отличался богатым убранством. Крыша набережного терема была вызолочена, а на дворе поставлены первые известные на Руси часы:
В лето 6912 [1404], великий князь замысли часник и постави е на своем дворе за церковью за святым Благовещением. Сей же часник наречется часомерье; на всякий же час ударяет молотом в колокол, размеряя и расчитая часы нощные и дневные; не бо человек ударяше, но человековидно, самозвонно и самодвижно, страннолепно некако створено есть человеческою хитростью, преизмечтано и преухищрено. Мастер же художник сему беяше некоторый чернец, иже от Святыя горы пришедый, родом сербин, именем Лазарь; цена же сему беяше вящьше полувтораста рублев
У князя «на сенях» был выстроен каменный Благовещенский собор, а на княгининой половине — каменная же и «зело чудная» церковь Рождества Богородицы. Местоположением этих великокняжеских домовых церквей очерчиваются размеры дворца того времени.

#### Период Московского государства
Великокняжеский дворец Ивана III, возведённый в конце XV — начале XVI столетия итальянскими архитекторами, включал в себя Грановитую, Среднюю Золотую, Набережную, Столовую палаты и другие сооружения. В начале XVII века при Борисе Годунове был возведён Запасной дворец, при Михаиле Фёдоровиче выстроены Терема и Гербовые ворота. Во второй половине того же столетия был построен дворец царицы Натальи Кирилловны, палаты других цариц и царевен, а на крыше Запасного дворца был устроен Набережный сад.

#### Начало XVIII века
После переноса столицы из Москвы в Санкт-Петербург в 1712 году кремлёвские сооружения потеряли своё значение. Часть помещений заняли московские отделения правительственных департаментов, оставшиеся постройки постепенно ветшали и неоднократно горели. Во время правления Анны Иоанновны императорский двор часто пребывал в Москве и дворцовый комплекс использовали для размещения свиты. В этот период рядом с Цейхгаузом по проекту Бартоломео Растрелли возвели деревянный тёплый дворец — Зимний Анненгоф. Когда в 1730 году в Лефортове соорудили новый деревянный Летний Анненгоф, тёплый дворец перенесли туда же.

#### Зимний дворец Растрелли
В правление Елизаветы Петровны на территории Кремля решили возвести Новый, он же Зимний дворец для размещения императорского двора во время визитов в Москву. Императрица сохранила бо́льшую часть кремлёвского ансамбля при строительстве нового комплекса, тем не менее Средняя Золотая и Набережная палаты были снесены. На их подклете под руководством Бартоломео Растрелли возвели новый каменный ансамбль в стиле барокко. В дальнейшем комплекс неоднократно перестраивали, однако его общее состояние оставалось неудовлетворительным.

#### Большой Кремлёвский дворец Баженова
Во время царствования Екатерины II дворец в Кремле признали не соответствующим величию империи, хотя общий ансамбль крепости воспринимали как исторический памятник. В 1759 году вышел указ о сохранении кремлёвских стен и башен. Тем не менее уже через девять лет В. И. Баженов предложил проект нового дворца, предусматривавший снос некоторых зданий XV—XVII веков без учёта их исторической значимости. Оставшуюся часть построек предполагалось объединить в единый комплекс с корпусами нового дворца. В частности, застройка включила бы колокольню Ивана Великого и отдельные строения Соборной площади. По проекту Баженова ансамбль должен был занять всю приречную территорию и спускаться к берегам Москвы-реки. Под его руководством снесли обветшалые Житный и Денежный дворы, Запасной дворец Бориса Годунова с Верхним набережным садом, все монастырские подворья, за исключением Троицкого, корпус Приказов, а также галерею Оружейной палаты, возведённую по проекту Д. В. Ухтомского в 1764 году.
1 июня 1773 года состоялась торжественная закладка нового дворца. Однако вскоре после начала строительных работ южная стена Архангельского собора покрылась трещинами, фундамент храма стал проседать. И крупномасштабное строительство признали нецелесообразным, приостановив работы к 1775 году. Стены и башни начали восстанавливать через год под руководством архитектора М. Ф. Казакова, а Архангельский собор укрепили контрфорсами.
Около 1800 года по проекту Н. А. Львова интерьеры и фасады Кремлёвского Зимнего обновили. Здание сгорело во время оккупации Москвы французами в 1812 году и было восстановлено в формах классицизма к 1817 году А. Н. Бакаревым и И. Т. Таманским. Проект подготовил В. П. Стасов, который через шесть лет надстроил ансамбль дополнительным этажом.
В 1836 году провели масштабную реставрацию под началом архитектора Ф. Ф. Рихтера. Однако планировка зданий всё равно не отвечала потребностям времени и считалась устаревшей. Так, Николай I рассказывал маркизу Астольфу де Кюстину, гостившему в городе: «Мы покажем вам новые работы, производимые нами в Кремле. Мне хочется приблизить архитектуру этих старинных зданий к современности. Дворец слишком тесен и стал для меня неудобен». Кроме того, комплекс считался пожароопасным, так как деревянные балки стасовской надстройки соприкасались с печными трубами.

### Строительство

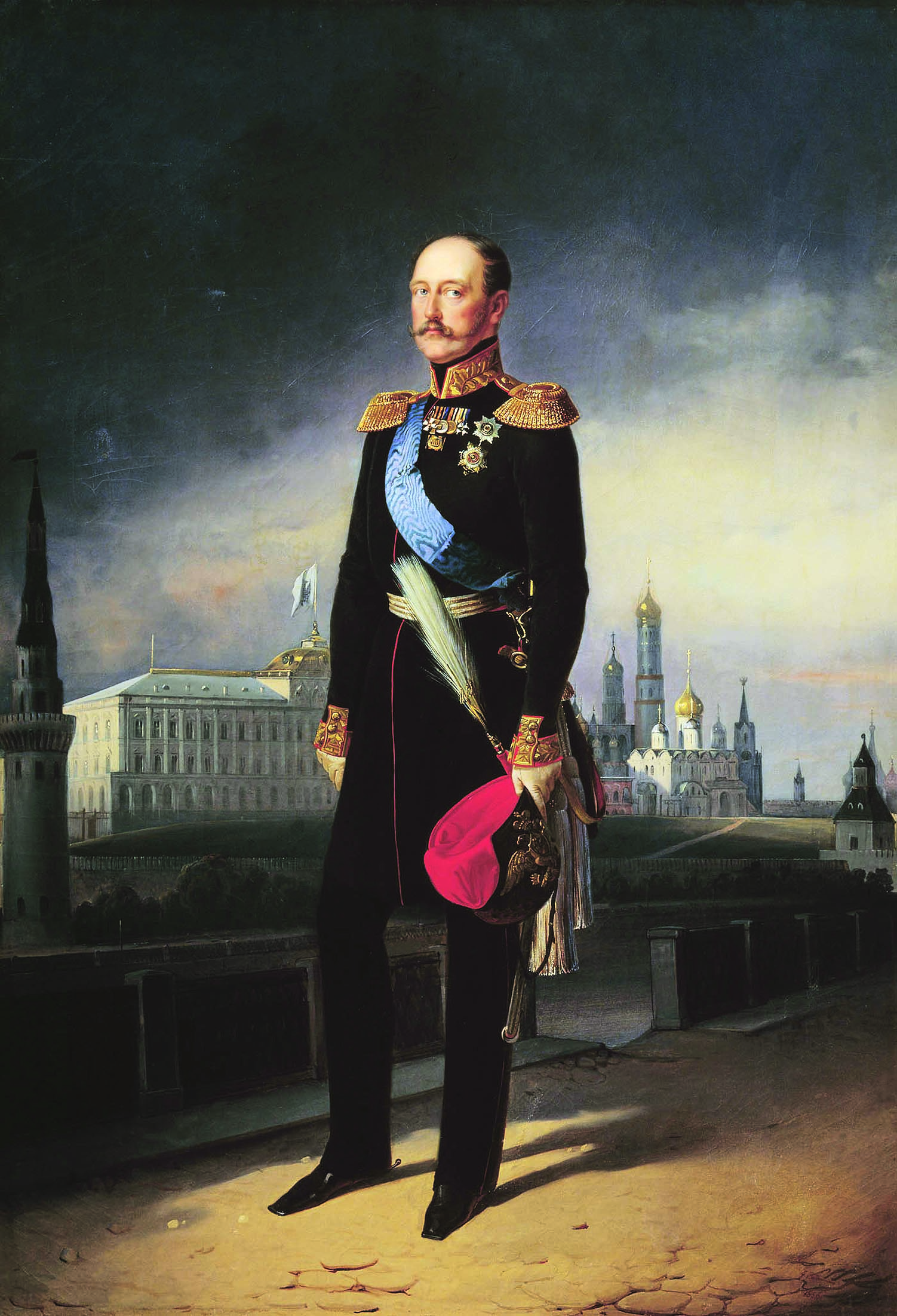
Портрет Николая I на фоне дворца, 1856 год

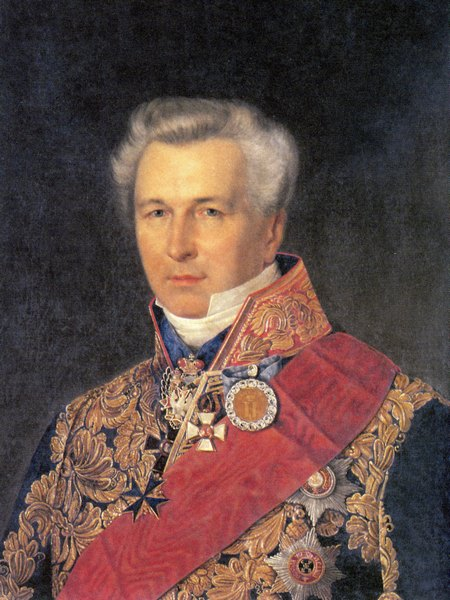
Руководитель работ барон Лев Боде с благодарственной золотой круглой медалью за строительство дворца, 1850-е годы

Вид на Кремль до и после строительства дворца
После победы в Отечественной войне 1812 года и начала реализации масштабного проекта храма Христа Спасителя дворец в Кремле снова привлёк внимание общественности. Укрупнённый масштаб строящегося неподалёку собора подчёркивал необходимость возведения нового дворцового комплекса, символизирующего обновление образа Москвы и возрождение её столичных функций. В связи с этим здание задумывалось как соответствующее статусу коронационного дворца, а не резиденции.
После пожара 1837 года в петербургском Зимнем дворце Николай I поручил К. А. Тону разработать проект новой кремлёвской резиденции, которая бы полностью соответствовала существовавшим противопожарным стандартам и имела несгораемые конструкции из чугуна и железа. Старый Елизаветинский дворец, на месте которого планировали построить новый ансамбль, разобрали вместе с Конюшенным двором XVII века и другими постройками юго-восточной части крепости. В результате дальнейших перестроек к середине XIX века панорама Кремля, открывавшаяся с Каменного моста, сильно изменилась.
За образец стилистического оформления нового ансамбля взяли нереализованный проект Коломенского дворца, разработанный в 1836 году А. И. Штакеншнейдером. Новый комплекс в монументальных формах должен был развивать композицию Теремного дворца и органично сочетаться с древними кремлёвскими постройками. Кроме Теремного дворца, его церквей и Грановитой палаты в ансамбль должны были войти: новое здание Апартаментов великих князей, частично перестроенный Конюшенный корпус, Потешный дворец и новое здание Оружейной палаты. Изначально его планировали возводить одновременно с дворцом как единый комплекс, но в 1842 году строительство разделили на две очереди.
В распоряжении императора от 5 марта 1838 года указано, что строительные работы решили «начать нынешнею весною с новых оного частей и окончить в четыре года как главное, так и все принадлежащие к оному здания». Перед началом возведения на месте планируемого цоколя заложили камень с памятной надписью: «1838 г. июня 30 дня». Под цоколь угловой части комплекса, где планировали расположить императорский кабинет, поместили медную табличку с надписью: 

Заложен в царствование государя Николая I, под управлением министра Императорского двора генерала от инфантерии князя Петра Михайловича Волконского, обер-гофмейстера барона Боде. Строителем был архитектор Константин Тон.
 На возведение предполагали потратить более шести миллионов рублей с оговоркой, что при устройстве стропил из железа бюджет будет увеличен на миллион. Однако всего было потрачено почти двенадцать миллионов рублей, а работы продолжались до 1849 года.
В проектировании и возведении дворца принимал участие большой коллектив московских архитекторов. Руководство строительными работами поручили исполнительному обер-гофмейстеру барону Л. Боде, формально подчинявшемуся князю А. М. Урусову. Главным архитектором числился К. А. Тон, ему помогали П. А. Герасимов и Н. А. Шохин. С 1843-го архитектором, заменяющим Тона в общих вопросах, назначили Фёдора Рихтера, который также отвечал за проектирование интерьеров и внутреннего убранства вместе с Н. И. Чичаговым, Владимиром Бакаревевым, П. А. Герасимовым, Николаем Шохиным, Дж. А. Артари. Главным художником являлся Ф. Г. Солнцев. Известно также, что стажировку на строительстве дворца проходил молодой И. С. Каминский.
Непосредственно к строительству дворца приступили одновременно с возведением храма Христа Спасителя в 1839 году. Во время прокладки котлована около собора Спаса на Бору раскрыли остатки кладбища, огороженного дубовыми надолбами, и сада, располагавшегося ранее у стен храма.
К. А. Тон спроектировал большепролётные облегчённые кирпичные своды и металлические стропильные конструкции кровель. Кремлёвский дворец стал первым в Российской империи сооружением с подобным каркасом. Кроме того, наряду с традиционными строительными материалами, архитектор применил инновационные для того времени металлические конструкции, цемент и бетон. Благодаря такому подходу в самом большом зале дворца — Георгиевском — был устроен подвесной потолок. В дворцовом куполе обустроили четыре слуховых окна, под которым располагались часы с боем. Их колокола, снятые с Троицкой башни, отличались чистотой звука. На вершине купола установили покрытый золотом флагшток для императорского штандарта. Вокруг шпиля обустроили круглую смотровую площадку с перилами. Под руководством академика Д. М. Перевощикова и майора И. И. Ильина купол объединили с кровлей металлическими связями, служившими громоотводами. На них ушло более 110 тысяч пудов железа. Под руководством инженер-генерала Н. А. Амосова во дворце устроили систему калориферного отопления. Для этого в подвале установили 56 массивных калорифера, поставлявших горячий воздух по межстенным тепловым каналам в помещения всех этажей. Дополнительным источником тепла служили камины. В 1842 году Большой Кремлёвский дворец объединили переходом с Благовещенским собором.

### Оформление интерьеров

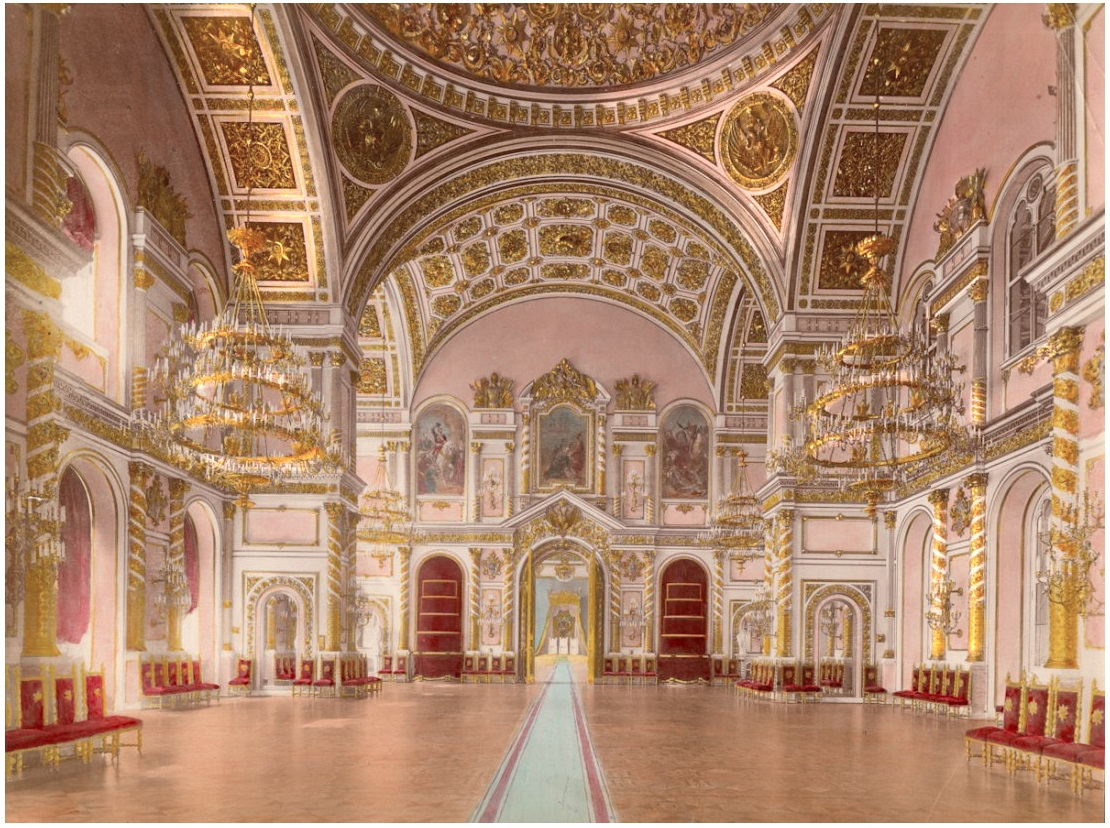
Александровский зал дворца, конец XIX в.

Для плитового настила площадок и внутренних переходов использовали камень и чугун. В комнатах и залах Большого Кремлёвского дворца полы покрыли каменным настилом и паркетом. Первый использовали для сеней, коридоров первого этажа, комнат слуг, кладовых и кухонь. Настил был выполнен из серого ревельского камня, белого коломенского мрамора и гжельской лещади. В остальных помещениях уложили паркет «из разных цветных дерев по составленным для того узорам <…> дубовые с небольшими украшениями из цветных дерев <…> и обыкновенные дубовые». Рисунок наборных паркетов парадных залов выполнили по эскизам Фёдора Солнцева в 1843—1845 годах.
На момент возведения дворца на фоне роста национального сознания в архитектуре стала востребована военная символика. Согласно задумке Николая I комплекс должен был стать памятником военных достижений страны и русского воинства. Парадные залы получили названия в честь святых покровителей военных орденов Российской империи, что символизировало незыблемость императорской власти. Так, Георгиевский, Андреевский, Александровский, Владимирский и Екатерининский парадные залы получили названия в честь военных наград страны, а их оформление выдержали в соответствующем стиле.
Заказы на мебель, ткани и предметы художественного убранства выполняли известные заводы и фабрики Санкт-Петербурга и Москвы. Ткани для парадных и жилых апартаментов поставляла фабрика Григория Сапожникова. Все полотна для обивки стен и драпировок включали золотые и серебряные нити. Однако ткань с драгоценным металлом быстро изнашивалась, и уже во второй половине XIX века фабрика получила заказ на обновление интерьеров. В дальнейшем технология производства была утрачена, и во время последней реставрации тканевое убранство заменили аналогичным с использованием цветных нитей вместо металлических. По мнению искусствоведов, это не позволяет в полной мере воспроизвести блеск тканей.
Мебельные гарнитуры выполнили в московских мастерских Эрнеста Блехшмидта, Фёдора Дункера, Александра Шмидта и других мебельщиков. Так, в 1846—1847 годах фабрика Блехшмидта поставила около 20 гарнитуров из ореха, дуба, красного дерева. Они также выполнили двери из ценных сортов дерева в парадных апартаментах и жилых покоях Собственной половины. Люстры и светильники парадных комнат были выполнены на гальванопластической и литейной фабрике, принадлежавшей мужу княжны Марии Романовой — Максимилиану Лейхтенбергскому, а также на предприятии Феликса Шопена.

### Открытие и оценка современниками

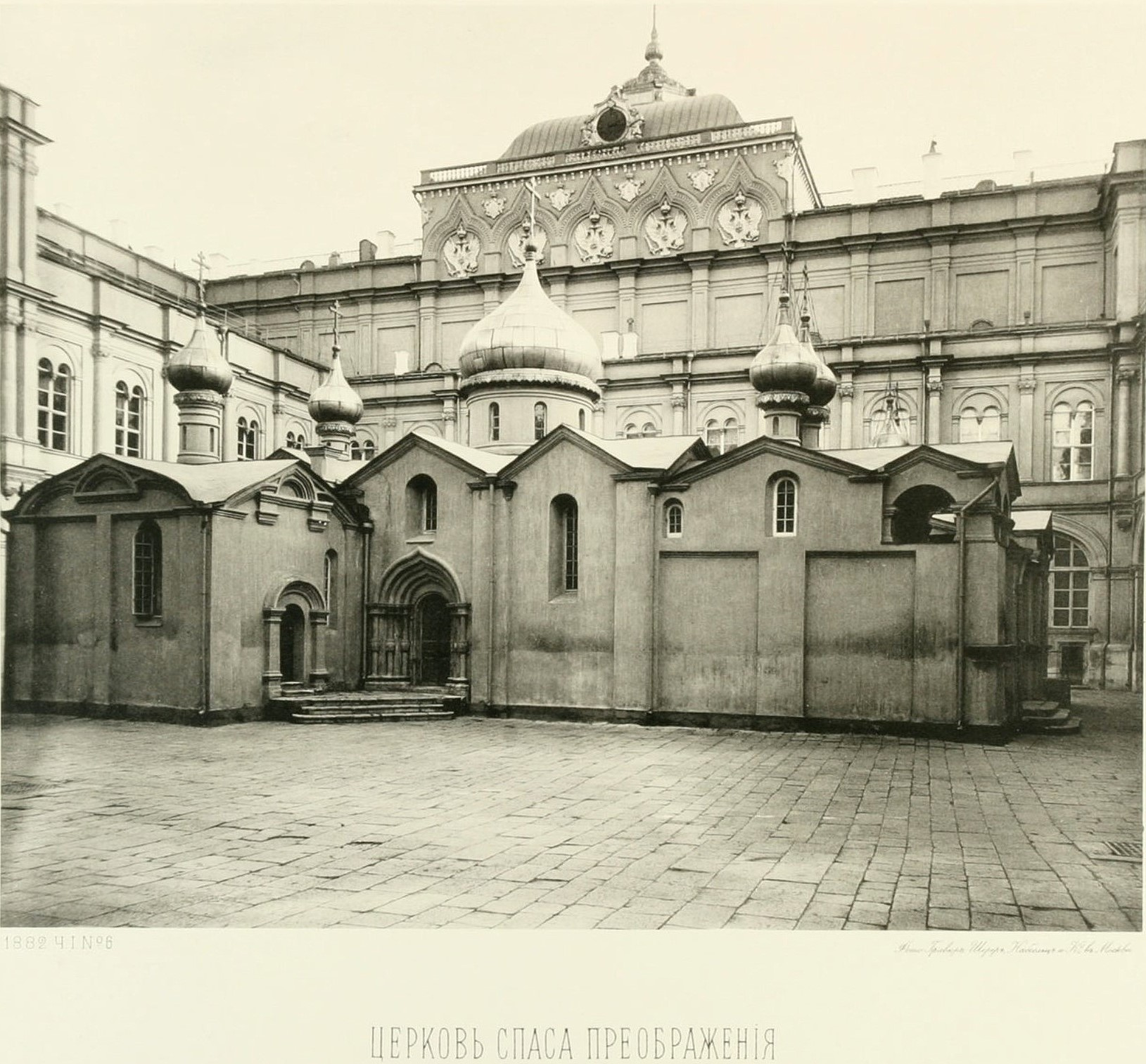
Собор Спаса на Бору, входивший в состав дворца. 1882 год

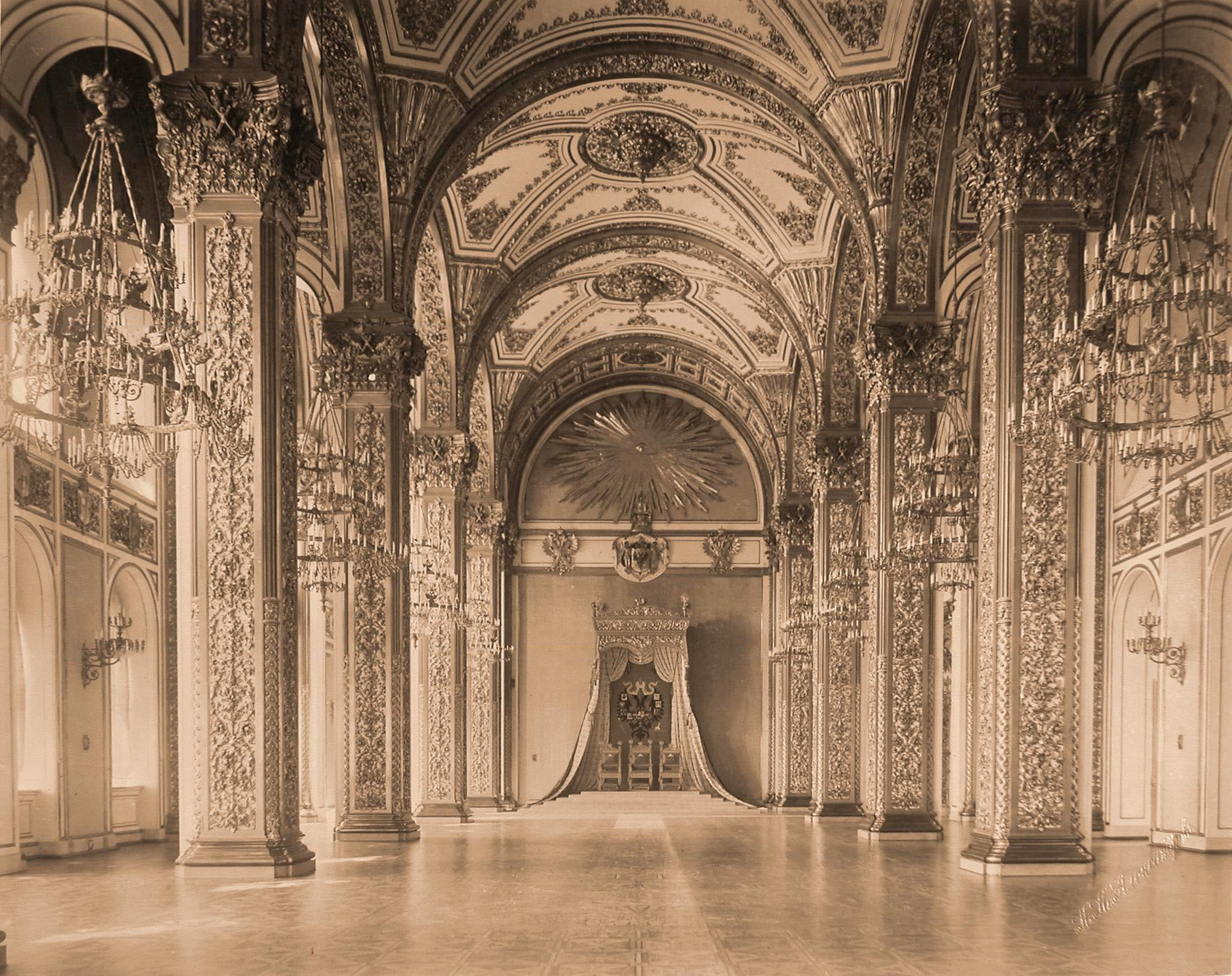
Интерьер Андреевского (тронного) зала, 1896 год

Государь лично проинспектировал помещения комплекса. Участники строительства были вознаграждены и отмечены медалью «За строительство Кремлёвского Дворца»: 

 [Лев Боде] пожалован был, обойдя при этом 81-го старшего (в том числе двух министров) в обер-гофмейстеры, в президенты Московской дворцовой конторы вместо престарелого князя А. М. Урусова, получил золотую медаль, осыпанную бриллиантами, с надписью «благодарю» для ношения на Александровской ленте, был пожалован орденом св. Александра Невского и одновременно 50 000 рублей серебра; сверх того, один из его сыновей награждён был вдруг и чином и орденом.
На территории Кремля уже существовала царская резиденция меньших размеров — Николаевский дворец, поэтому новый комплекс стали именовать Большим Кремлёвским дворцом. Его освящение состоялось на Пасху 3 апреля 1849 года в присутствии императора Николая I и членов его семьи. Парадное шествие началось с молебна митрополита Филарета. Затем по велению императора четверо дворцовых гренадеров прикрепили к стене одного из залов доску с именем Преображенского полка. По некоторым данным, после этого Николай I повёл солдат смотреть новые палаты. Несмотря на торжество, окончательно ансамбль сформировался только в 1851-м, когда завершилось строительство музея Оружейной палаты и примыкавшего к нему с севера здания Апартаментов, объединённого переходом с основным ансамблем.
Большинство современников положительно отнеслось к новому комплексу и отмечало, что здание гармонично вписалось в застройку благодаря стилистическому соответствию. Так, указывали, что «благодаря Дворцу река приобрела черты парадно оформленной магистрали». Однако не все разделяли эту точку зрения. Историк Александр Тургенев сожалел о «ломке памятников русского древнего Кремля». А писатель Фёдор Достоевский сравнивал новый ансамбль с огромным сундуком, установленным на боку Боровицкого холма. Автор путевых заметок о России маркиз Астольф де Кюстин считал, что строительство нового комплекса «испортит облик древней священной крепости».

### Дореволюционная эпоха

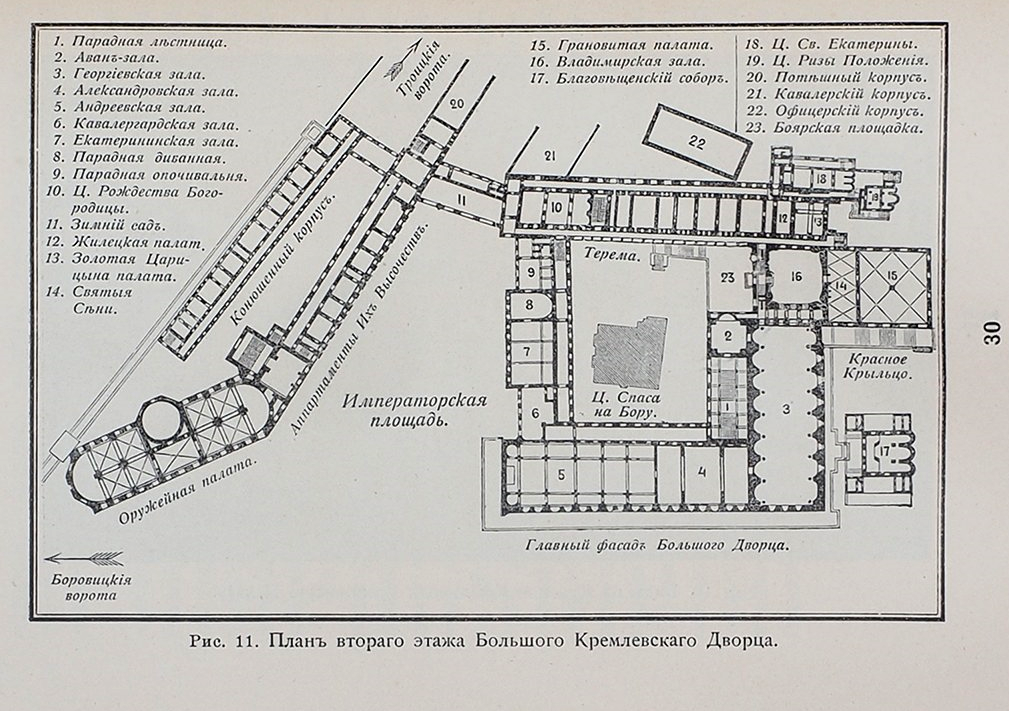
План Кремлёвского дворца (2 эт.) и окружения в 1900-е года.

Большой Кремлёвский дворец неоднократно реконструировали и перестраивали. Так, ещё одновременно со строительством и обустройством дворца проходили работы по реставрации древних корпусов, вошедших в состав комплекса. Но работы в Теремном дворце провели без необходимых исторических исследований в соответствии с существовавшими представлениями о древнерусской архитектуре. Была изготовлена новая мебель под стиль XVII века из ценных сортов древесины, вставлены дубовые оконные переплёты. Росписи стен и сводов выполнил по эскизам Петра Герасимова и Фёдора Солнцева художник Т. А. Киселёв. Они существенно изменили архитектурно-художественный облик Теремов, поэтому позднее исследователи указывали, что реставрация не соответствовала современным стандартам. Тем не менее позднейшие фрагментарные расчистки показали, что под росписью сохранилась изначальная отделка помещений.
Последующие реконструкции были в основном связаны с перепланировкой и проводимыми инженерными работами, работы разделили на плановые и «вызванные крайней необходимостью». Ежегодно Московское дворцовое управление грунтовало и красило крышу, исправляло штукатурку и подновляло наружные стены дворца. Чтобы сохранить горностаевые пологи тронов, заключили многолетний контракт с купцом Николаем Борисовичем Эггерсом, который «следил за сохранностью цвета» и «обязался сохранять меха от порчи молью и вычинивать все худые места». Также ежегодно проводили «истребление вредных насекомых и животных». Внеплановой в 1895 году признали работы по перестилке площадок и ступеней Красного крыльца с асфальтированием под ним сводов, на что выделили 1617 рублей.

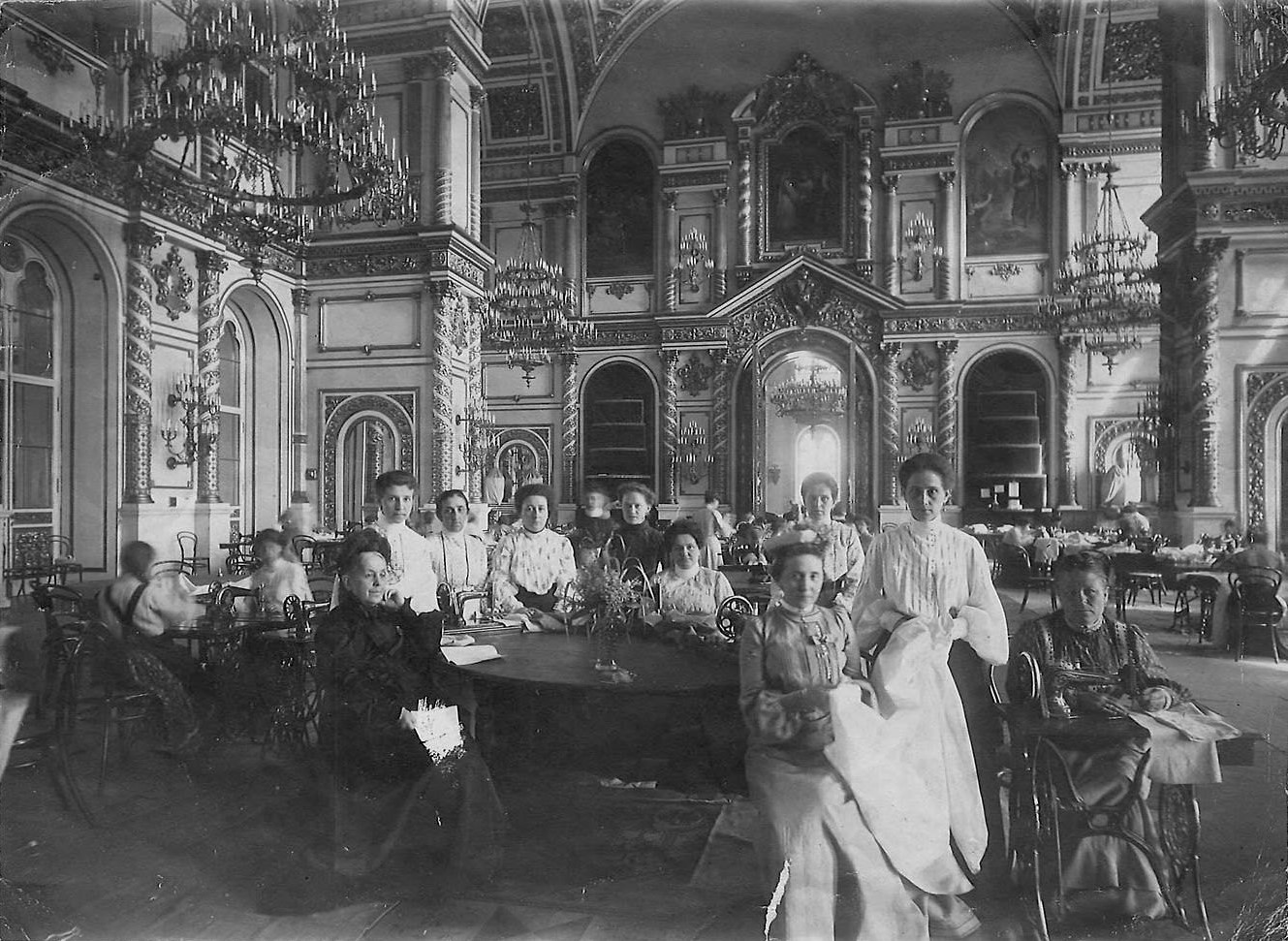
Швейная мастерская в Александровском зале дворца, 1904—1905 годы

Во время коронационных торжеств 1883 года для иллюминации Большого Кремлёвского дворца было использовано электрическое освещение. Для этого на Раушской набережной соорудили временную электростанцию, кабели от которой протянули к Кремлю. К устройству регулярного наружного и внутреннего электрического освещения приступили только в апреле 1895-го. Дворцовую электрическую станцию разместили на территории Александровского сада, что позволило уже через год установить во дворце подъёмные машины и провести сигнализацию в некоторые помещения.
В 1900—1902 годах Большой Кремлёвский дворец подсоединили к системе городской канализации. Чтобы «избежать прорыва канализационных газов в апартаменты дворца», городскую сеть отделили от комплекса при помощи водяного затвора, а также перестроили систему водоснабжения и водостоков. Смета на реализацию проекта составила около 40 тысяч рублей. Во время Русско-японской войны в помещениях Кремлёвского дворца устроили швейную мастерскую, где шили и упаковывали вещи перед отправкой на фронт. В 1913 году в Большом Кремлёвском дворце проходила церемония празднования 300-летия дома Романовых, ставшая последним общенациональным праздником царской России.

### Резиденция советского правительства

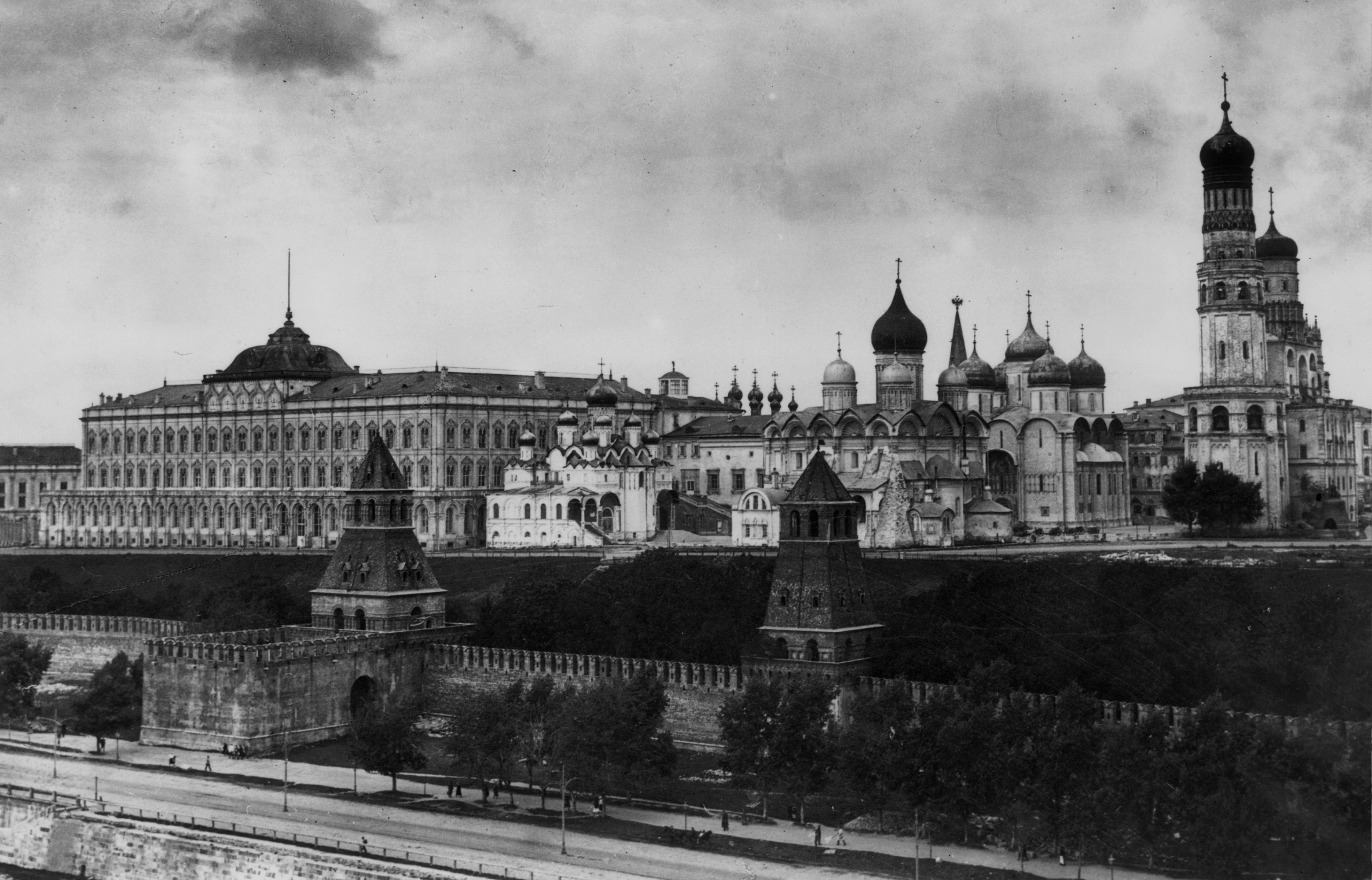
Вид на Кремлёвский дворец и храмы. Начало 1920-х годов

Во время обстрела Кремля осенью 1917 года один из снарядов попал в Верхоспасский собор, являвшийся частью Большого Кремлёвского дворца. Был разрушен угол здания, обильно декорированный изразцами, не подлежавшими восстановлению. Однако в целом ансамбль пострадал меньше других кремлёвских строений. Когда через год советское правительство переехало в Москву, происходил раздел помещений на территории крепости. 19 марта 1918 года нарком просвещения Анатолий Луначарский телеграфировал в Совнарком: «Согласно мнению художников, учёных, а также моих сотрудников и моему просил бы не обращать Кремлёвский дворец в резиденцию правительства». Однако парадные, представительские и Собственные императорские апартаменты Большого Кремлёвского дворца заняли резиденция правительства и жилые помещения его членов и их семей, а также обслуживающего персонала. Директор Оружейной палаты сообщал, что в этот период «под гобеленами XVIII века ставились самовары, на аугсбургских столах сушились детские пеленки». Однако заселение частично приостановили, так как в стенах комплекса хранились эвакуированные в 1914—1917 годах ценности Эрмитажа, дворцов Петрограда, Ливадии, Беловежской пущи, что требовало усиленной охраны. Основную часть квартир ликвидировали уже в 1930-х годах, но последними жильцами ансамбля стали государственный деятель Лазарь Каганович и военачальник Климент Ворошилов, съехавшие в 1957 и 1962 годах соответственно.
Несмотря на поселенцев, уже 26 января 1919 года Большой Кремлёвский дворец был открыт для экскурсий. За первые полтора месяца комплекс посетило свыше пяти тысяч человек. Хотя облик помещений отличался от исторического. Так, в 1925-м мантию, накрывавшую императорские троны, сдали в комиссионный отдел ГУМа.

### Реконструкция

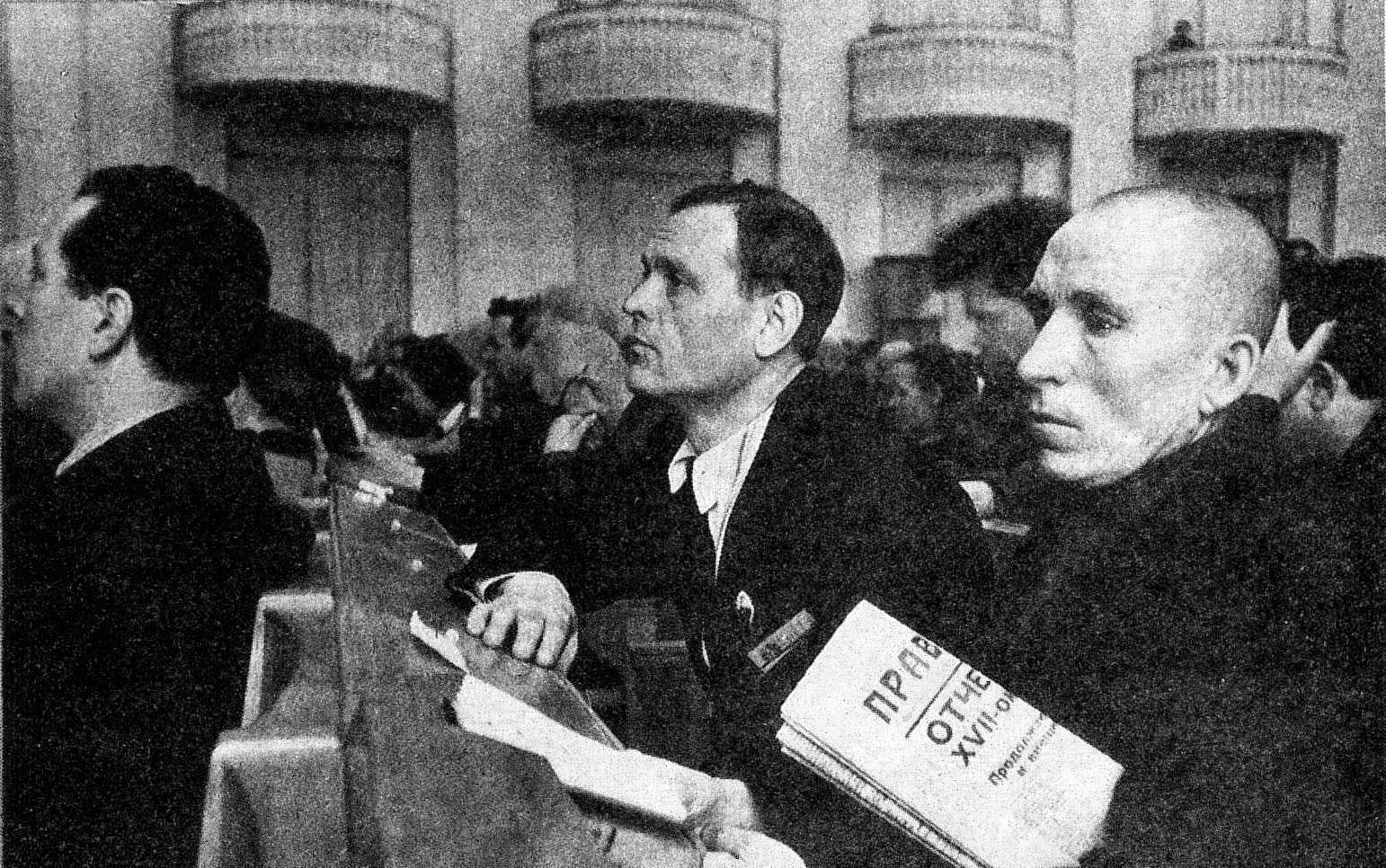
Делегат XVII съезд ВКП(б) держит в руках газету «Правда» в 1934 году.

К началу XVII съезда ВКП(б) в 1934 году было решено перестроить Большой Кремлёвский дворец для административных нужд. Разобрав Красное крыльцо, между Грановитой палатой и Благовещенским собором возвели столовую для делегатов. Освобождая место под гостевую пристройку, снесли основанный в 1330 году храм Спаса на Бору, служивший усыпальницей московских княгинь до строительства Вознесенского монастыря.
На фасаде здания на месте пяти двуглавых орлов был размещён герб СССР, по бокам от которого были размещены буквы аббревиатуры СССР.
В 1933—1934 годах по проекту И. А. Иванова-Шица Андреевский и Александровский залы объединили в Зал заседаний Верховного Совета СССР. Известно, что музейные работники пытались сохранить часть оформления и вынесли панно Андреевского зала, написанное маслом на холсте.
Была устроена дополнительная комната для президиума, изменена форма окон, выходящих на Москву-реку, разобраны кирпичные своды и поддерживающие их колонны, а также стена между Андреевским и Александровским залами, после чего на фасаде образовались трещины. Чтобы предотвратить обрушение, был сооружён массивный балкон до середины зала. Были также сооружены меньшие по размеру балконы в боковой стене зала.
Вверху помещение перекрыли бетонным кессонным цилиндрическим сводом, по стальным балкам постелили паркет зала и балкона. Пол в зале имел небольшой наклон от президиума — по этой причине, у входов в зал со стороны малахитового фойе и Георгиевского зала были установлены ступеньки. В 1939 году в зале на бывшем месте императорских тронов установили мраморную статую В. И. Ленина работы С. Д. Меркулова.
В зале — на перилах основного балкона, а также на балке над президиумом и трибуной — находились часы с циферблатом с арабскими цифрами. Над часами над трибуной и президиумом располагался герб СССР.
Зал заседаний вмещал около 3000 мест в основном помещении и 2500 — в партере и на гостевом балконе. Помещение было меблировано трибуной (в трибуне была предусмотрена возможность замены деревянных гербов — это видно на фотографиях и видеозаписях по сменявшим друг друга советским и российским гербам), партами и стульями из ореха, обивка мебели была выполнена зелёным дерматином. Общая площадь аудитории превышала 1600 кв. метров.
Тем не менее прямоугольное помещение оказалось неприспособленным для парламентской работы, так как дальние сиденья находились на большом удалении от трибуны. Для нормальной работы съездов устроили радиофикацию, дополнительное освещение и вентиляцию. Полное переоборудование было проведено лишь в 1968 году. Однако ещё шестью годами ранее съезды КПСС были перенесены в Дворец съездов, а с 1970 года туда переместили и сессии Верховного Совета СССР. В 1990 году в Зале заседаний проходил I Съезд народных депутатов РСФСР.
Другие помещения Большого Кремлёвского дворца использовали для официальных мероприятий. Так, до 1970 года в Екатерининском зале происходило вручение верительных грамот иностранными послами. В залах Парадной и Собственной половины вручали ордена и другие правительственные награды выдающимся деятелям науки и культуры. Во дворце неоднократно устраивали международные конгрессы, съезды союза писателей, художников, композиторов, архитекторов и деятелей киноиндустрии.

### Дворец в годы Великой Отечественной войны
Ансамбль Кремля выделялся на фоне городской застройки из-за географических и архитектурных особенностей. Наиболее характерными зданиями, находящимися на территории крепости, являлись соборы с позолоченными куполами и Большой Кремлёвский дворец, которые были хорошо заметны с воздуха. В связи с этим после начала Великой Отечественной войны крышу дворца решили замаскировать краской. Была усилена охрана крепости, и 26 июня 1941 года приступили к её маскировке, проводили учения по светомаскировке. Несмотря на усиленные меры безопасности, комплекс пострадал во время бомбардировок Москвы: у одного из подъездов разорвалась стокилограммовая бомба, при этом выбило стёкла Екатерининского зала и Собственной половины, была сломана входная дверь и повреждён электрический кабель. При первой бомбардировке Кремля 22 июля 1941 года фугасная бомба, начиненная аммоналом, пробила крышу и своды Георгиевского зала. Снаряд весом четверть тонны не разорвался и развалился на части при соприкосновении с полом. В результате было уничтожено около четырёх квадратных метров паркета и повреждён потолок между четвёртой и пятой люстрами зала, свод первого этажа под местом падения покрылся трещинами.

На территорию комплекса неоднократно попадали килограммовые зажигательно-термитные бомбы, их нейтрализовывал личный состав гарнизона крепости. Один из несработавших термитных снарядов был обнаружен на чердаке дворца. Искусствовед Абрам Маркович Эфрос, описывая события 1941 года, отмечал: 
…При бомбардировке не осталось нетронутым ни одно кремлёвское сооружение: следы — от пулевых пробоин до снарядных зияний — есть на каждом. Меньше всех пострадал как раз наименее значительный в художественном отношении Большой Кремлёвский дворец.
 В честь участников парада Победы 25 июня 1945 года в стенах Большого Кремлёвского дворца дали торжественный приём, на который были приглашены почти три тысячи гостей, более двух тысяч из них составляли военнослужащие. Их разместили в Георгиевском и Владимирском залах, Грановитой палате, Святых сенях, в столовой между Грановитой палатой и Благовещенским собором, а также в нижней и верхней столовых. Именно с этим торжественным приёмом связан тост И. В. Сталина «За русский народ!». В 1955 году во дворце проходили съёмки фильма «Весенние голоса».

### Восстановление исторического облика

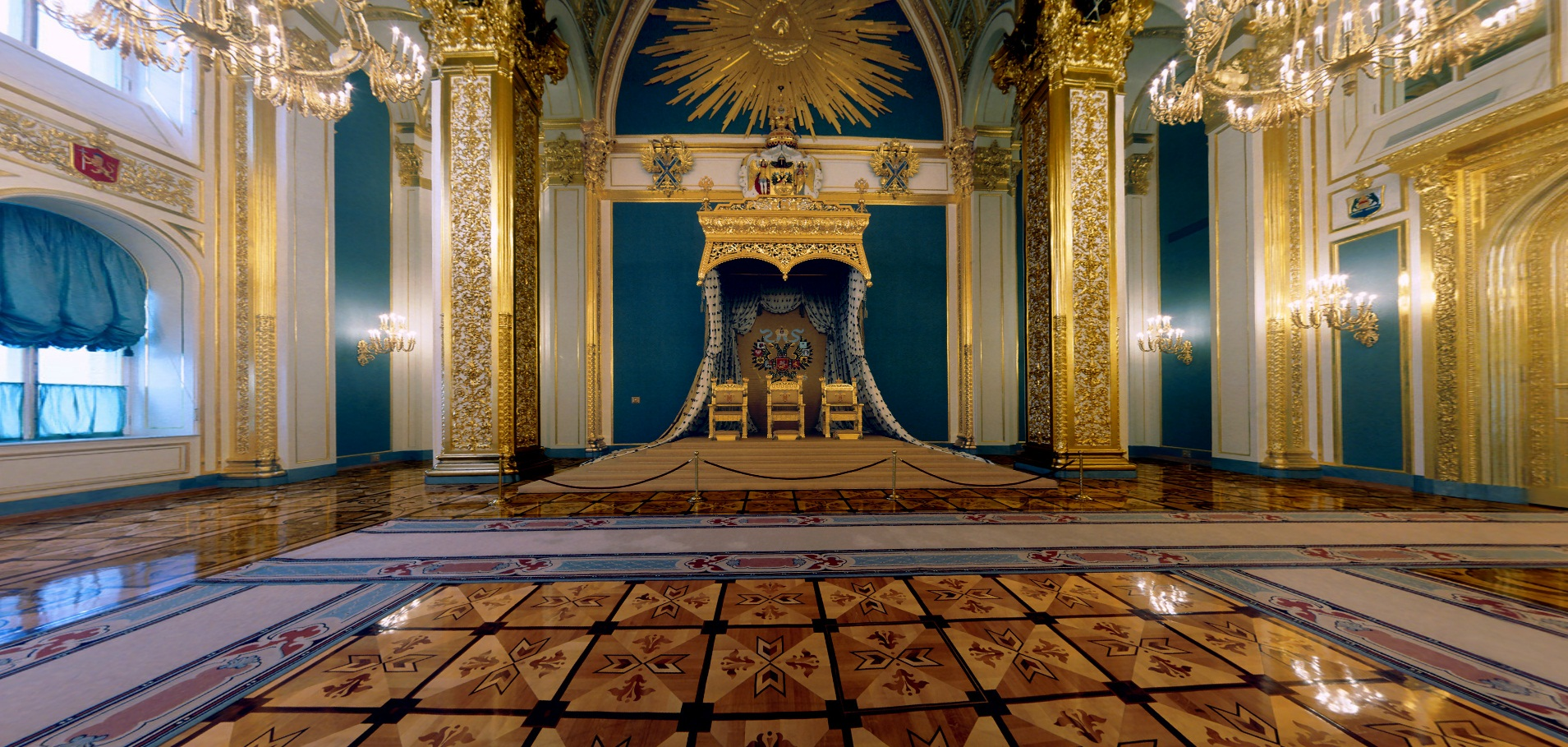
Андреевский зал дворца, 2012 год

В 1968 году на основе проведённых зондажей восстановили первоначальную расцветку фасадов трёх верхних этажей Теремов. Работами руководил архитектор И. П. Рубен. В этот период укрепили штукатурный и красочный слои росписей, позолотили отдельные детали, восстановили утраченные инкрустации, обивку стен и мебели. В течение нескольких месяцев были отреставрированы мраморные стены парадной лестницы, отремонтированы ступени и площадки.
После распада Советского Союза, когда Кремль стал резиденцией Президента РФ, по решению Бориса Ельцина в 1994—1999 годах во дворце была проведена глобальная реконструкция и реставрация. По сохранившимся чертежам были восстановлены исторические Андреевский и Александровский залы. Также воссоздано царское место с тронами Николая II, Александры Фёдоровны и Марии Фёдоровны. В промежутке между весной 1997 и 1998 годами снесена пристроенная в 1933—1934 гг. комната для президиума (в левой части дворца со стороны главного фасада; это видно при сравнении фотографий Большого Кремлёвского дворца в советское время и фотографий после 1998 года). Были восстановлены исторические барельефы на фасаде Большого Кремлёвского дворца, в частности — в 1998 году (предположительно после июня) установлены металлические двуглавые орлы и гербы Царств. По некоторым данным, общая стоимость реконструкции достигала 350 миллионов долларов США.
В 2008 году в помещениях первого этажа провели очередную реставрацию.

## Современное состояние

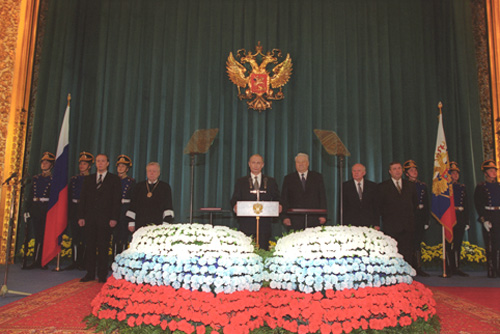
Инаугурация президента РФ В. В. Путина

Большой Кремлёвский дворец является действующей резиденцией президента России, где проводятся официальные мероприятия. Так, в Андреевском зале проходит инаугурация Президента России.
Экскурсии проходят в свободное от официальных мероприятий время по заявкам организаций, направленным на имя руководителя службы коменданта Московского Кремля. Посетители могут посмотреть Грановитую палату, помещения Теремного дворца, Собственную половину их императорских величеств, а также парадные орденские залы, за исключением Екатерининского зала. Также в маршрут экскурсии не входят кабинет императора и Золотая Царицына палата.

## Структура и архитектура

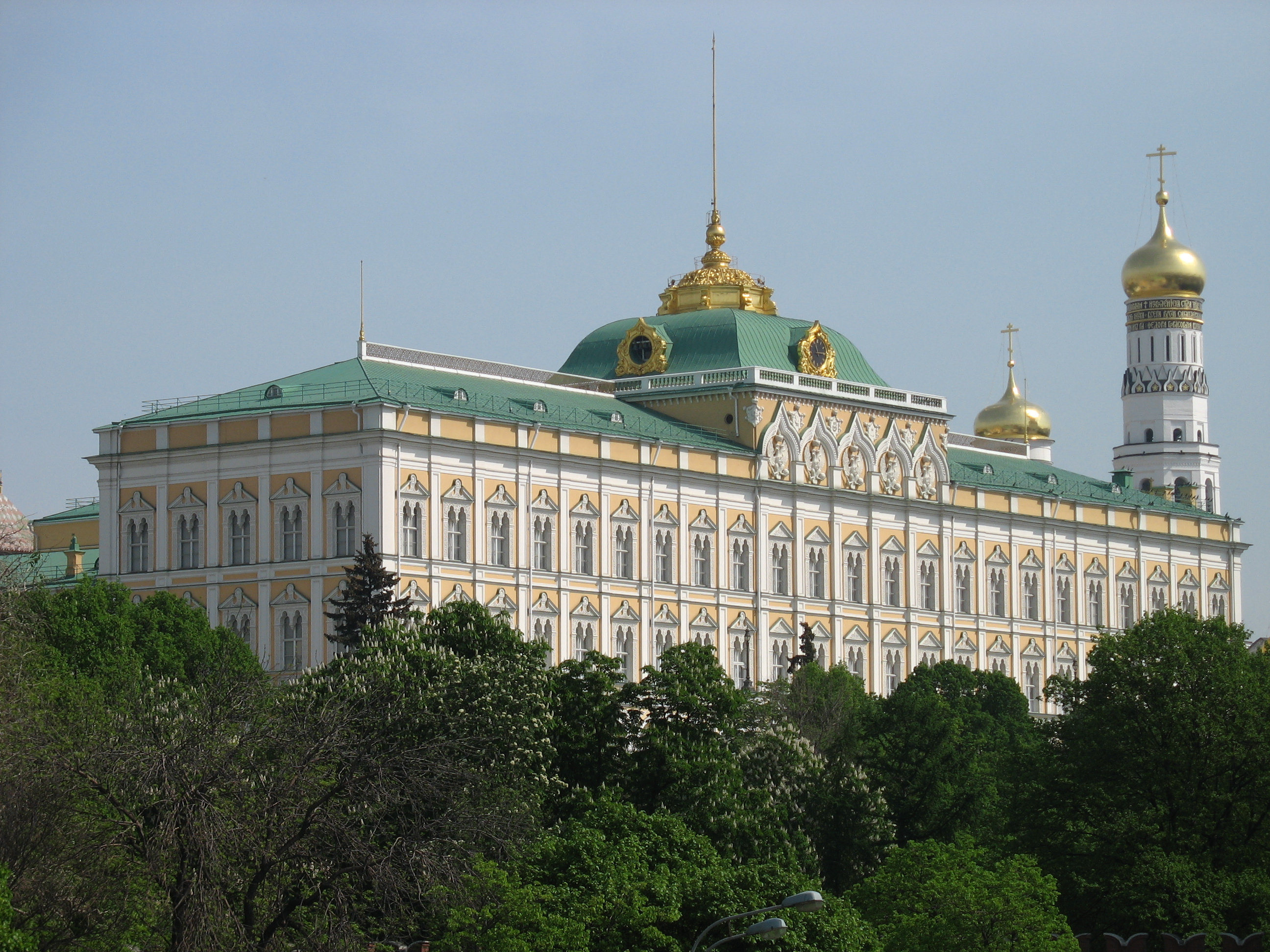
Большой Кремлёвский дворец, 2007 год

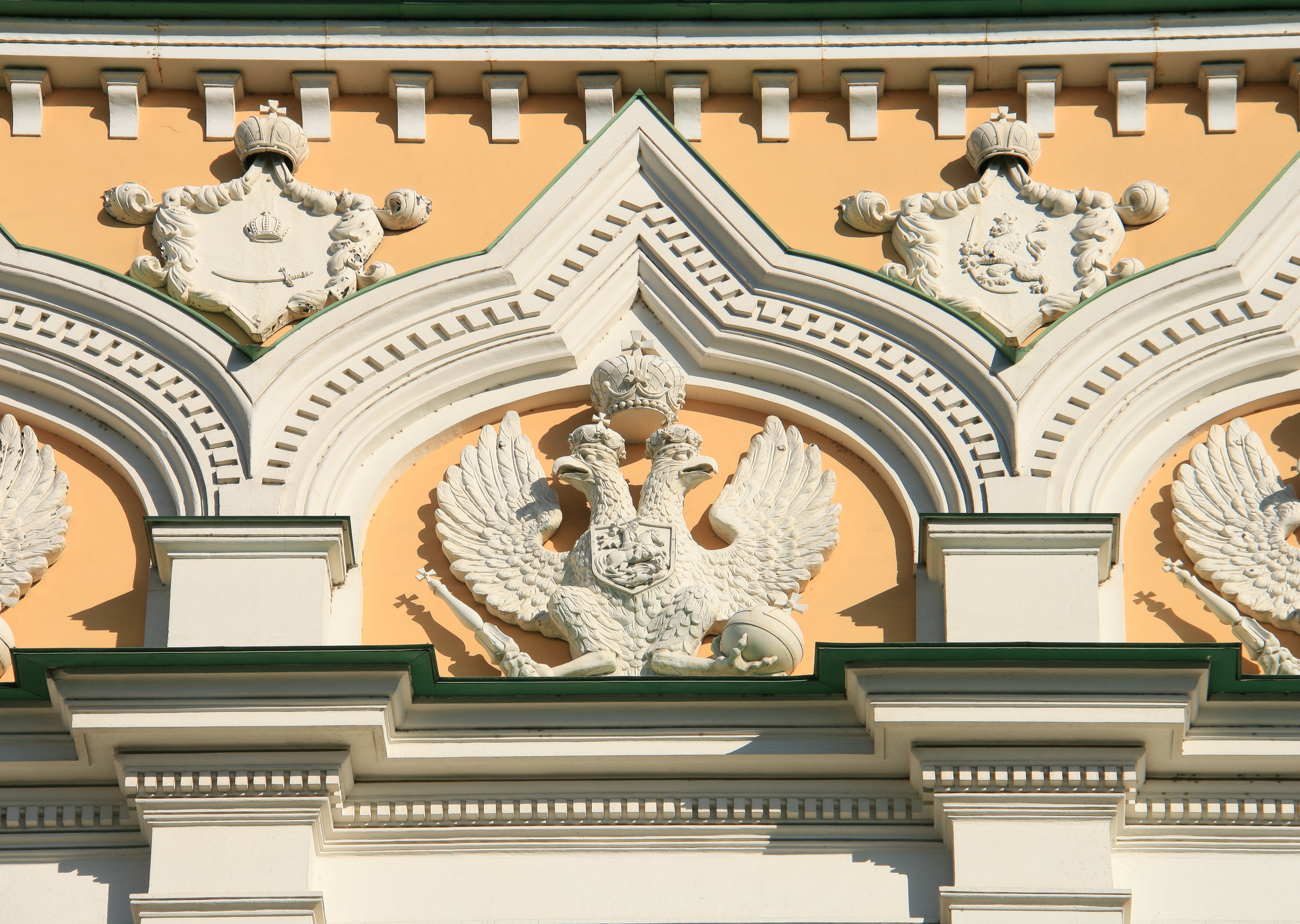
Лепной декор фасадов дворца, 2014 год

### Композиционные особенности
Длина Большого Кремлёвского дворца составляет 125 метров, высота — 47 метров. Общая площадь комплекса превышает 25 тысяч квадратных метров. В плане Большой Кремлёвский дворец, выполненный в русско-византийском стиле, представлен в виде каре с небольшим курдонёром, в центре которого располагалась церковь Спаса на Бору, снесённая в 1930-х годах. Главный фасад комплекса обращён на Кремлёвскую набережную, на Соборную площадь выходит Благовещенский подъезд дворца.
Архитектор Константин Тон в некоторой мере повторил композицию предыдущего дворцового комплекса, состоящего из разновременных построек. Искусствоведы полагают, что именно в соответствии с особенностями древнерусского зодчества комплекс получил асимметричные формы. Так, боковые корпуса ниже основного объёма, а палаты великих князей, изначально включавшие Апартаменты их величеств и Детскую половину, поставили отдельно и объединили с главным зданием арочным переходом. На втором этаже коридора разбили зимний сад, где размещались померанцевые деревья для украшения парадных залов в праздничные дни, а также растения из Нескучного сада.
Предположительно, аркада первого этажа являлась аллегорией на композицию дворца Ивана III, а зимний сад соответствовал древним кремлёвскими паркам. Фасады комплекса соответствовали декору Теремного дворца, в частности архитектор повторил обрамление окон в сильно увеличенных размерах. Они выполнены в виде арок с узкими простенками и придают зданию сходство с закрытой галереей. Второй двухсветный ярус поделён пилястрами и обильно украшен резными белокаменными наличниками в русско-византийском стиле с двойными арками и гирьками посередине, что характерно для русской архитектуры XVII века. До 1917 года фасад дворца украшало пять белокаменных барельефов в виде двуглавых орлов, над которыми находились гербы Москвы, Санкт-Петербурга, Казани, Астрахани, Польши и Тавриды. После Октябрьской революции их заменили гербом СССР. В 1992 году советский герб был демонтирован, а после реставрации 1994—1998 годов в 1997—1998 годах появились повторяющие исторический облик двуглавые орлы, но выполненные из металла и окрашенные под лепнину.

### Планировка

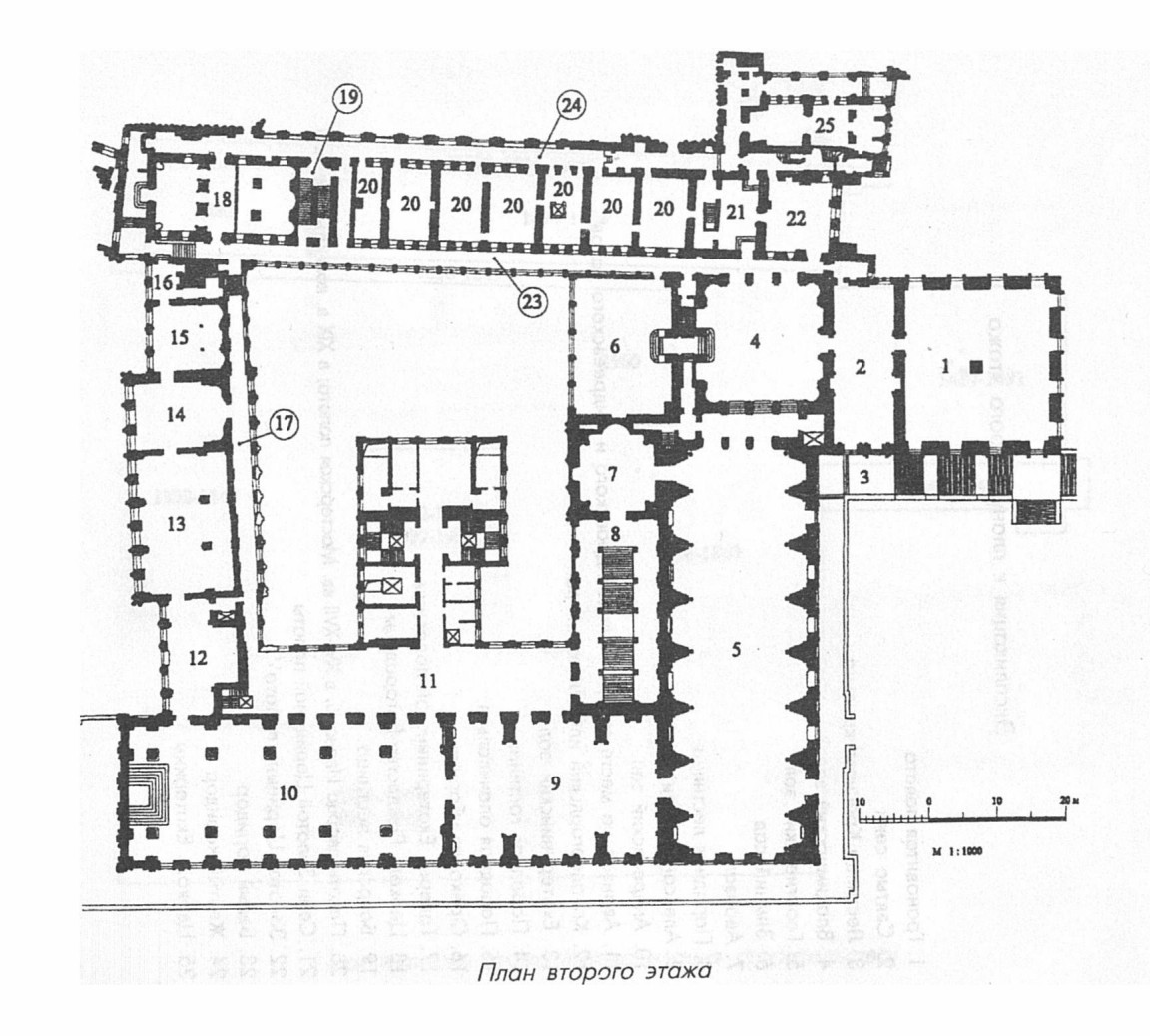
Планировка БКД, 2-й этаж

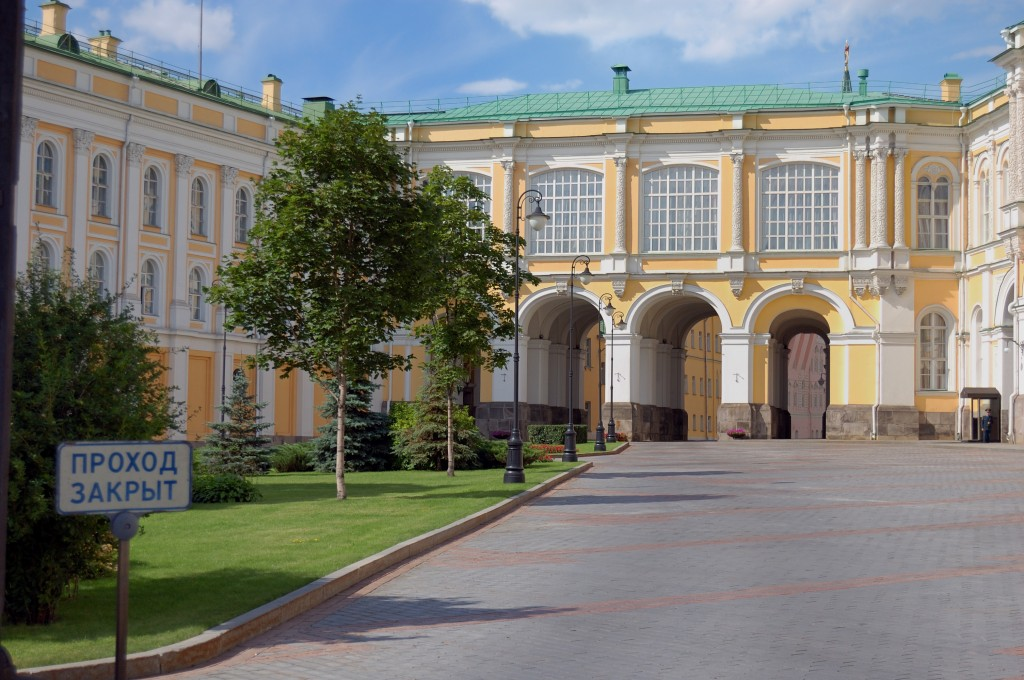
Переход к палатам великих князей, 2006 год

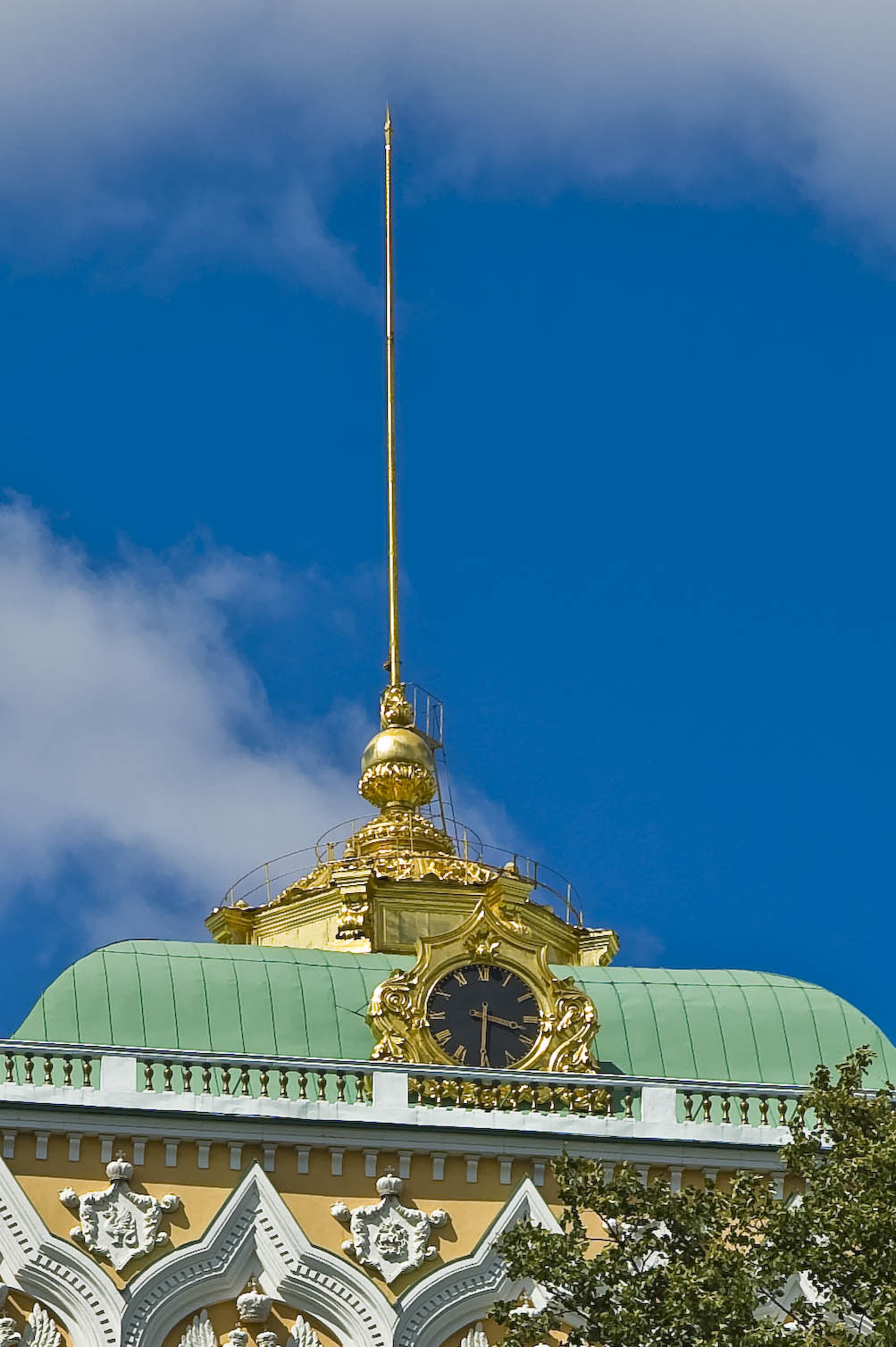
Купол Кремлёвского дворца с курантами, 2007 год

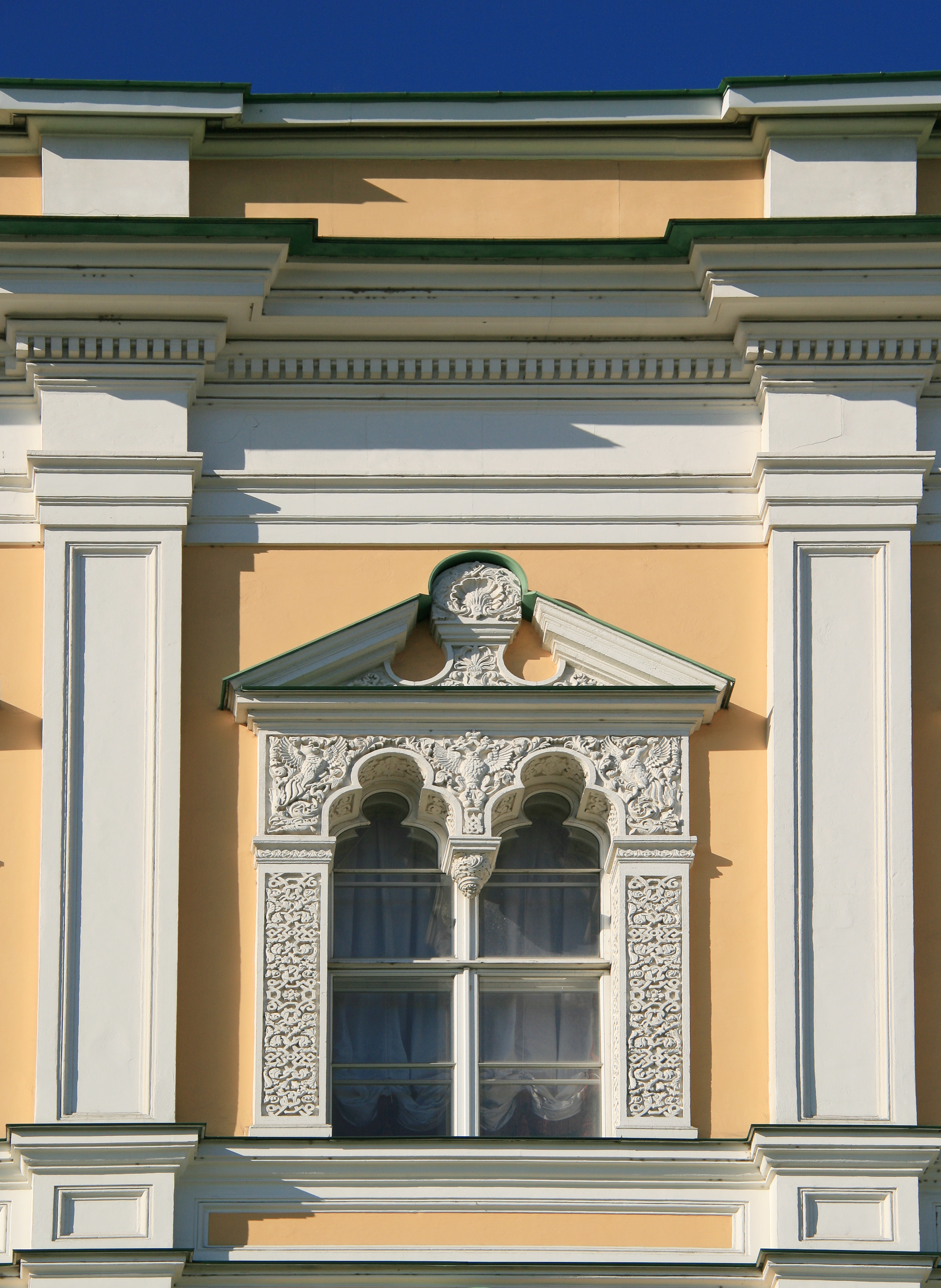
Наличники окон Большого Кремлёвского дворца, 2014 год

Дворец отличается жёстким геометризмом плана, характерным для позднего классицизма. Но парадный подъезд находится не в центре главного фасада под трибуном с гербами, а в восточной части дворца, что было нехарактерно для архитектуры того периода. Подъезд имеет скромное оформление и снаружи выделен парой шаров-светильников, свисающих на цепях, форма дверей соответствует оконным проёмам. Расположение входа обусловлено необходимостью разместить прямую парадную лестницу в 66 ступеней, длина которой не позволила бы установить конструкцию в центре комплекса. Она выполнена из ревельского камня, стены помещения отделаны искусственным мрамором, а колонны — натуральным сердобольским мрамором. Лестница ведёт на второй этаж к аванзалу, откуда начинается анфилада парадных двусветных залов и парадных покоев. Рядом с главным входом на первом этаже расположен мраморный вестибюль с полированными гранитными колоннами, а также Собственная половина императорской семьи.
На фасаде здания есть фальш-окна — в основном эти «окна» находятся на западной стене дворца у стены Андреевского зала. Это видно при просмотре фотографии снаружи дворца и сопоставлении с планировкой дворца.

## Интерьеры парадных залов

### Аванзал
Небольшое квадратное помещение аванзала связано с парадной лестницей и Георгиевским залом. Комната имеет скромный декор, но её потолок обильно отделан лепным орнаментом. Аванзал украшен камином, который облицован серо-зелёной яшмой, обработанной на Колыванской шлифовальной фабрике. Также в помещении расположены часы с фигурой Аполлона на колеснице и два бронзовых канделябра в ампирном стиле.
В разное время на стене аванзала размещались различные картины, каждая из которых, по мнению исследователей, соответствовала стилистике своего времени. Изначально центром композиции являлось полотно французского баталиста Адольфа Ивона, изображающее битву на Куликовом поле. Его заменили картиной Ильи Репина «Приём волостных старшин Александром III во дворе Петровского дворца в Москве». В 1924 году в аванзале разместили картину Исаака Бродского «Торжественное открытие II Конгресса Коминтерна во дворце Урицкого в Ленинграде». Вскоре изображение сняли, так как часть персонажей была объявлена врагами народа. Сходное полотно Бориса Иогансона «Выступление В. И. Ленина на III съезде комсомола» заменили в 1990-х годах на семиметровую работу Сергея Присекина «Кто с мечом к нам придёт, от меча погибнет», посвящённую победе Александра Невского на Чудском озере.

### Георгиевский зал

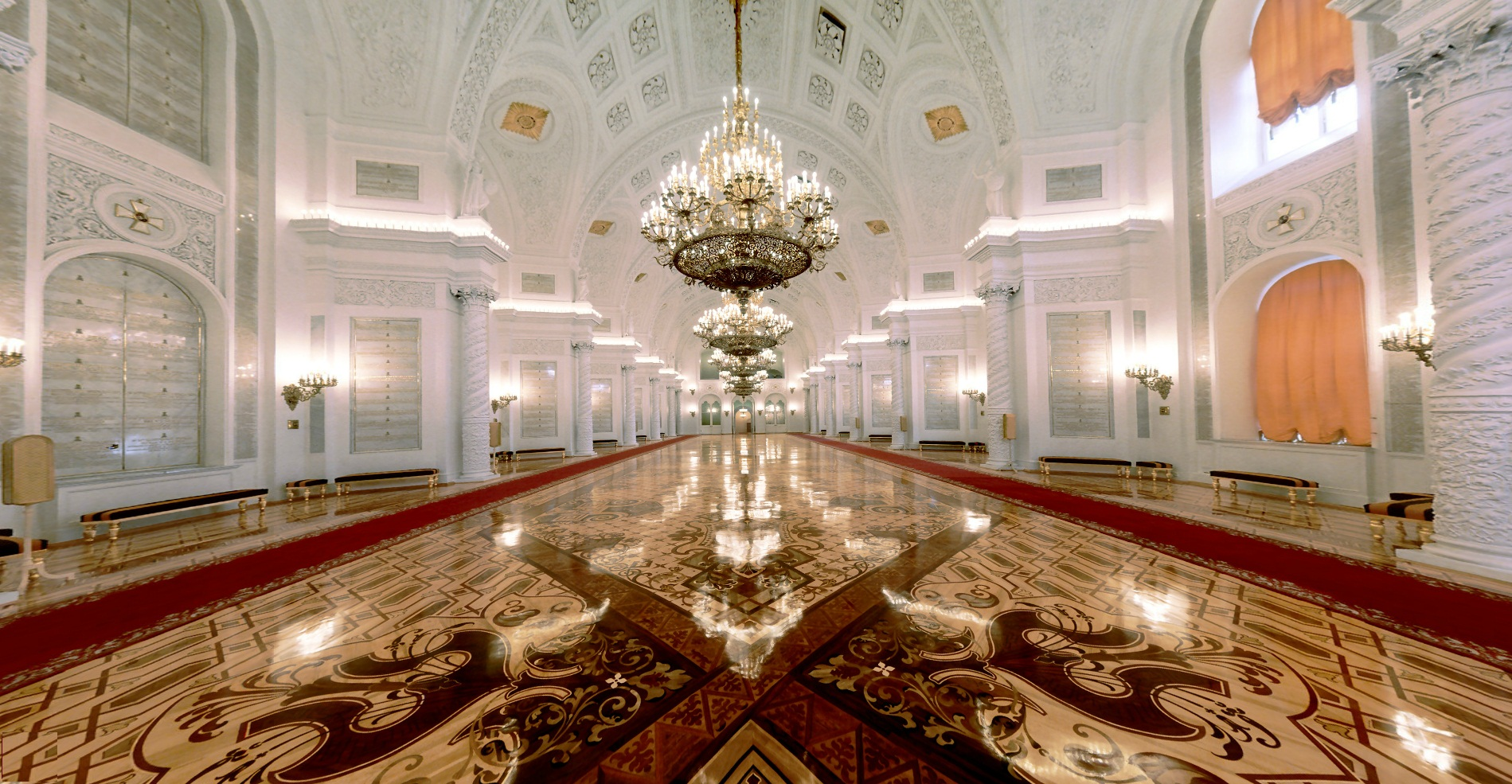
Интерьер Георгиевского зала, 2012 год

Георгиевский зал является первым и самым большим из парадных помещений дворца. Он получил своё название в честь ордена Святого Георгия Победоносца, утверждённого Екатериной II в 1769 году и являвшегося высшей военной наградой Российской империи. Стены помещения украшены золотыми рельефными звёздами и орденскими подвязками с девизом «За службу и храбрость». Помещение перекрыто полуцилиндрическим кессонным потолком, опирающимся на восемнадцать пилонов. В верхней части они украшены статуями, символизирующими военные победы страны. По распоряжению императора в комнате установили мраморные доски со списком полков, экипажей и батарей, получивших Георгиевские знамёна. Кроме того, на стенах выгравированы имена всех кавалеров ордена.
Изначально во время торжественных мероприятий в Георгиевском зале собирались гражданские чины и представители московского дворянства. Во время приёма по случаю парада Победы 1945 года в Георгиевском зале собрались приглашённые военнослужащие. В помещении установили микрофон для трансляции поздравлений и выступления артистов концерта во все залы, задействованные в торжестве. В дальнейшем помещение использовали для вручения военных наград, орденов и премий деятелям науки и культуры, а также встреч партийных представителей с гражданами лицами.

### Александровский зал

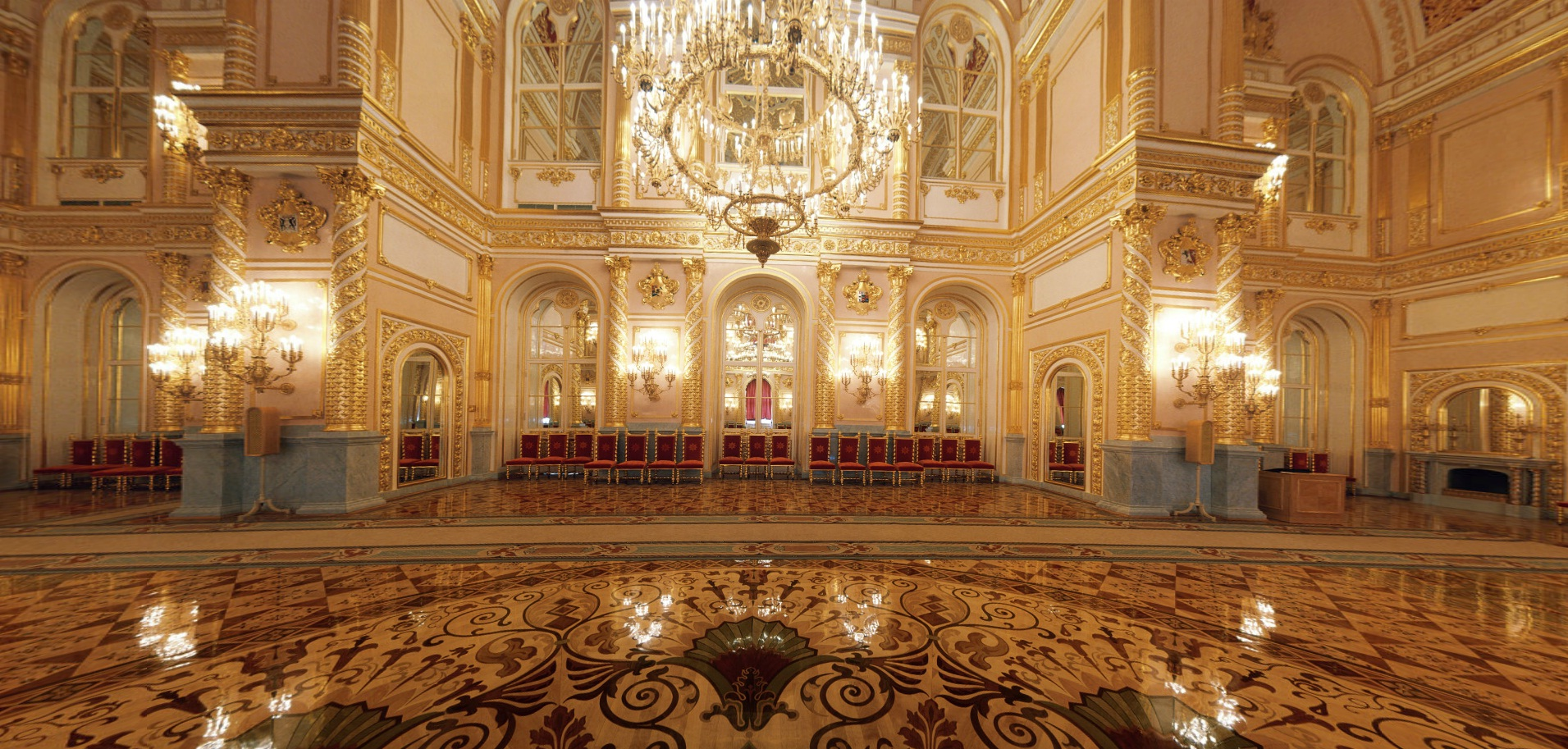
Интерьер Александровского зала, 2012 год

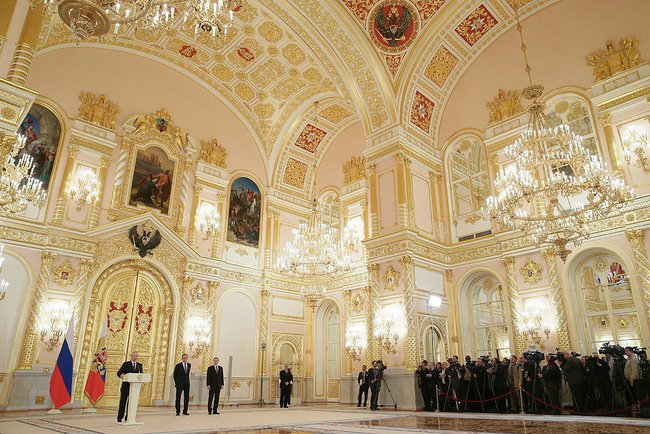
Оформление пилонов Александровского зала, 2014 год

Изначально на месте Александровского зала располагалась Набережная, или Посольская палата, существовавшая со времён правления Ивана III до возведения старого комплекса дворца при Елизавете Петровне. После строительства Большого Кремлёвского дворца Александровский зал получил название в честь ордена Святого Александра Невского, учреждённого Екатериной I в 1725 году. Помещение расположено в центральной части второго этажа по южному фасаду комплекса и соединено с Георгиевским массивными посеребрёнными дверьми с золотыми орнаментами, изображающими орденские ленты и звёзды.
Длина прямоугольного помещения достигает 31 метра, ширина и высота — 20 метров. Общая цветовая гамма соответствует орденской: стены облицевали розовым искусственным мрамором, мебель обили бархатом в цвет красной орденской ленты с изображениями звёзд. Также зал украшен гербами губерний и областей Российской империи, настенными зеркалами, четырьмя мраморными каминами и канделябрами, выполненными на заводах герцога Лейхтенбергского. Сверху он перекрыт эллиптическим куполом на четырёх пилонах с изображениями орденских гербов, звёзд и вензелем святого Александра. Паркет выложили из тридцати пород деревьев, комнату освещала люстра на 4500 свечей.
Изначально в Александровском зале поместили шесть картин художника Фёдора Моллера, изображавших моменты из жизни Александра Невского: его въезд в освобождённый Псков, бой со шведами в 1240 году, бракосочетание с полоцкой княжной, пребывание в Золотой Орде, а также мифический сюжет, посвящённый Ледовому побоищу, отказ в принятии католичества.
По свидетельству историка Сергея Бартенева, во время торжественных церемоний в Александровском зале собирались «почётные городские дамы». Для них в помещении находилось около пятидесяти деревянных позолоченных стульев, обитых бархатом под цвет ленты. Также в этот период существовал обычай перед празднествами заставлять четыре мебельные горки, обитые малиновым бархатом, старинной золотой посудой из кладовых Оружейной палаты. В 1930-е годы помещение было реконструировано и вошло в состав Зала заседаний. Интерьеры восстановили в 1994—1999 годах и в дальнейшем помещение использовали для заседания Государственного совета.

### Владимирский зал

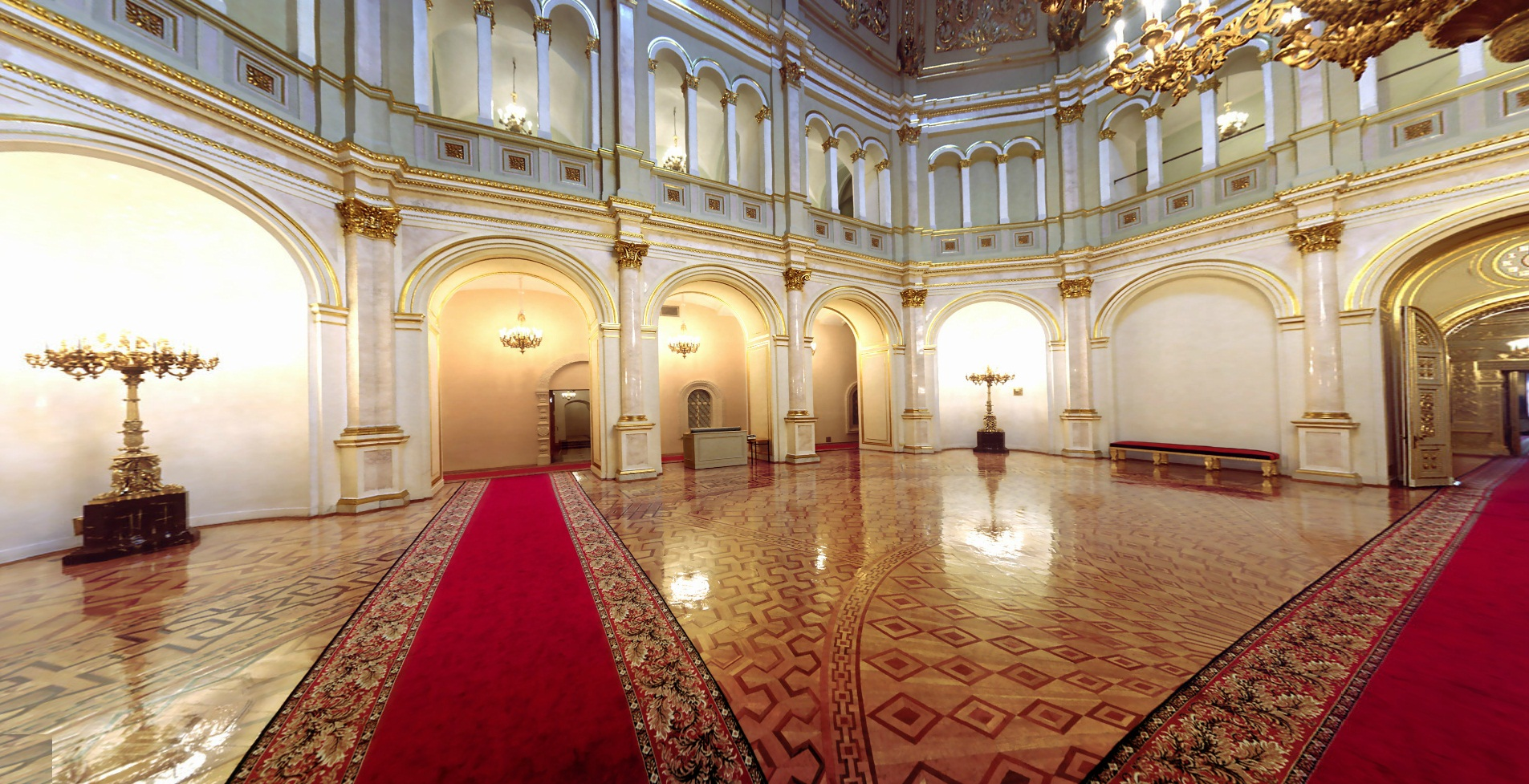
Интерьер Владимирского зала, 2012 год

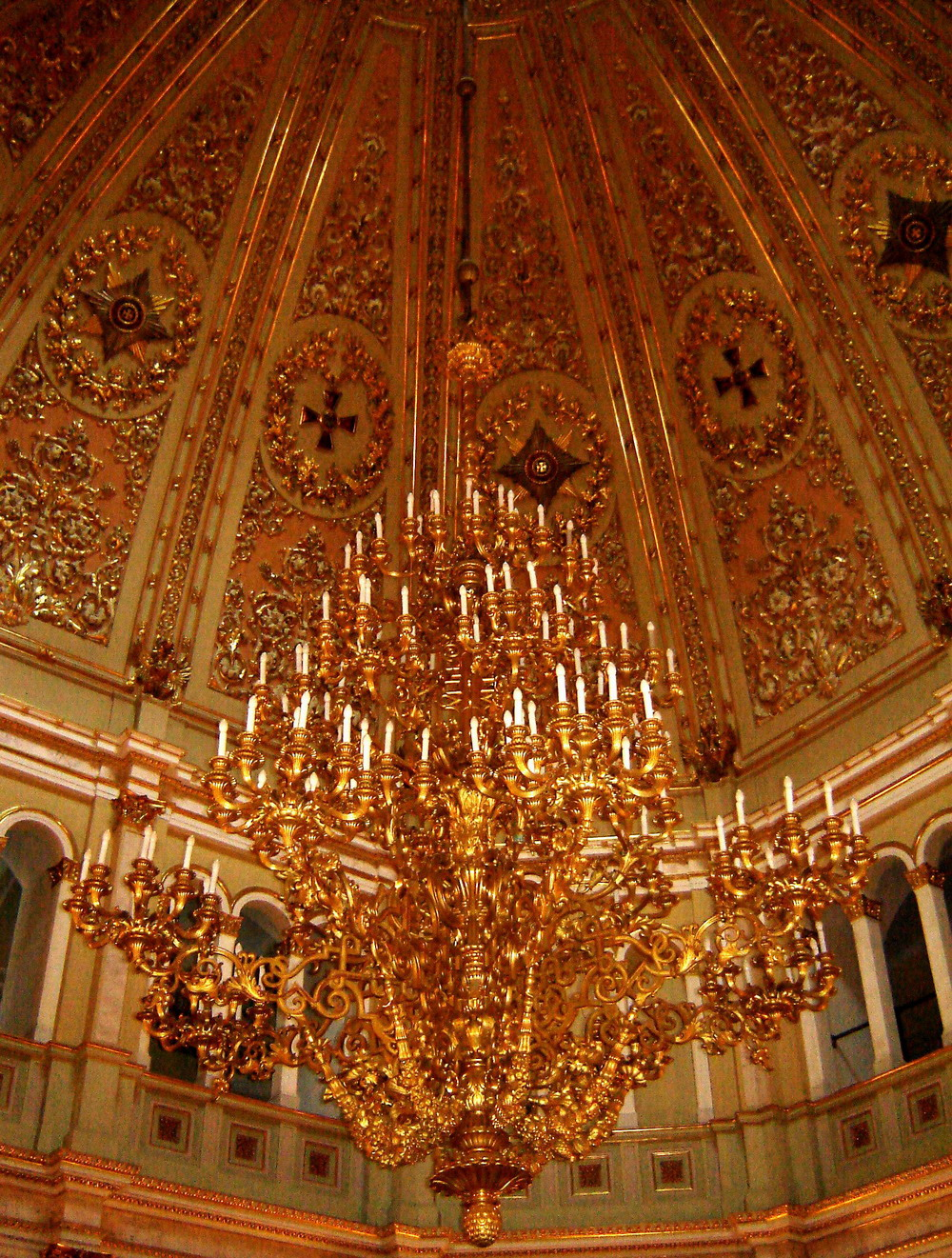
Люстра и купол Владимирского зала, 2007 год

После строительства Большого Кремлёвского дворца территорию бывшего Постельного крыльца занял Владимирский зал, получивший название в честь ордена Святого Владимира, учреждённого Екатериной II в 1782 году. Помещение соединяет разновременные корпуса комплекса: Грановитую и Золотую Царицыну палаты, Теремной дворец и Георгиевский зал. Свет проникает в комнату только через световой фонарь в центре шатрового купола, откуда свисает многоярусная люстра, изготовленная на петербургской фабрике Феликсом Шопеном. Изначально трёхтонную конструкцию поместили в аванзал, для которого она оказалась слишком большой, и позднее её перевесили во Владимирский зал. Перед этим шестнадцатигранный купол проверили на прочность, так как он был сложен из пустотелых кирпичей для облегчения веса. В помещении также установлено четыре торшера тёмной бронзы работы Андрея Шрейбера.
Пространственная композиция помещения соответствует баптистерии и решена в виде ротонды с обходной галереей и балюстрадой на уровне второго этажа. Изначально зал представлял в плане квадрат со сторонами по шестнадцать метров, но устроенные по углам ниши придают ему сходство с восьмигранником. Оформление комнаты соответствует орденской символике и решено в гамме белого, розового и бледно-зелёного цветов. Стены и пилястры облицованы розовым и белым мрамором, звездообразный паркет выложен из более двадцати пород деревьев по рисункам Фёдора Солнцева мастерами фабрики Мюллера. Купол помещения декорирован лепниной с изображением ордена Святого Владимира. Рельеф выполнили русские мастера некие братья Дылевы.
После 1918 года Владимирский зал использовали для подписания договоров между СССР и иностранными государствами.

### Андреевский зал

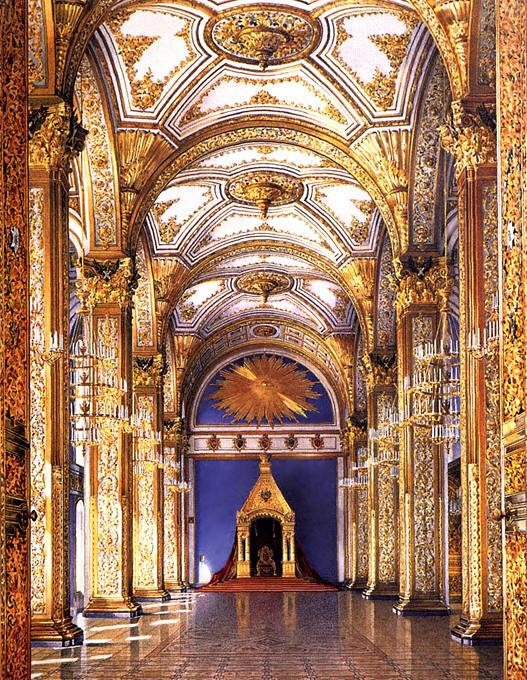
Интерьер Андреевского зала в 1849 году

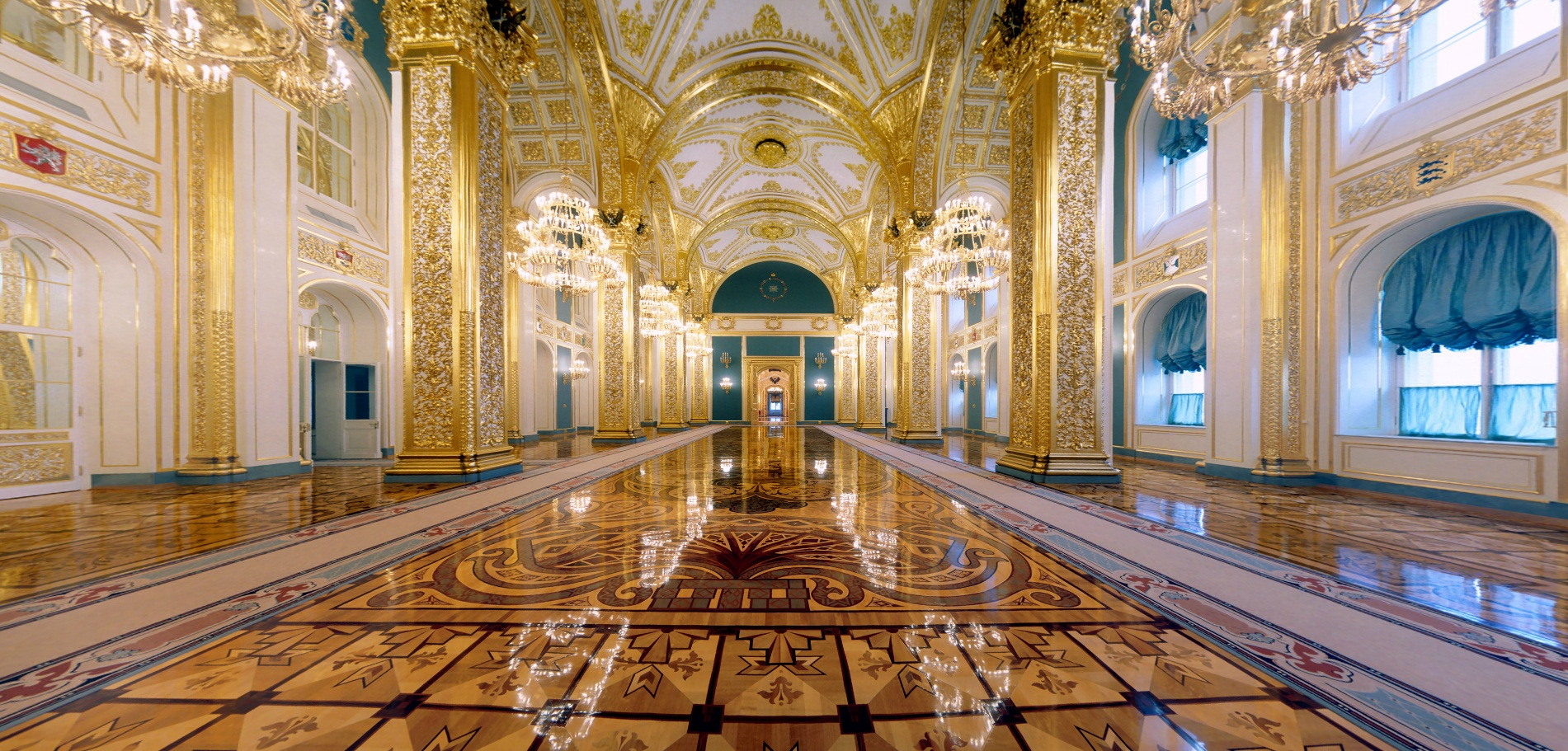
Интерьер Андреевского зала с парадными дверьми, 2012 год

По личному распоряжению Николая I при строительстве дворца тронный зал посвятили ордену Святого Андрея Первозванного, символика которого украшает стены, двери и своды. В помещении мог сидеть исключительно император, поэтому из мебели здесь находился только трон. Во время торжественных мероприятий в Андреевском зале собирались военные чины.
В 1932 году помещение реконструировали и включили в состав Зала заседаний. Во время реконструкции 1994—1999 годов зал восстановили в прежних формах, воссоздав утраченные элементы декора по сохранившимся эскизам и фотографиям.

### Кавалергардский зал
Андреевский зал соединён с Кавалергардским, где во время пребывания императора во дворце находился почётный военный караул. Так как личная охрана государя традиционно состояла из черкесов, мебель помещения выполнили из кавказского дерева чинары. Его стены облицевали белым искусственным мрамором, у окон расположили камин из каррарского мрамора с бронзовыми часами. В 1930-х годах помещение перестроили для размещения сотрудников НКВД во время политических съездов, однако камин сохранил свой первоначальный облик.

### Екатерининский зал

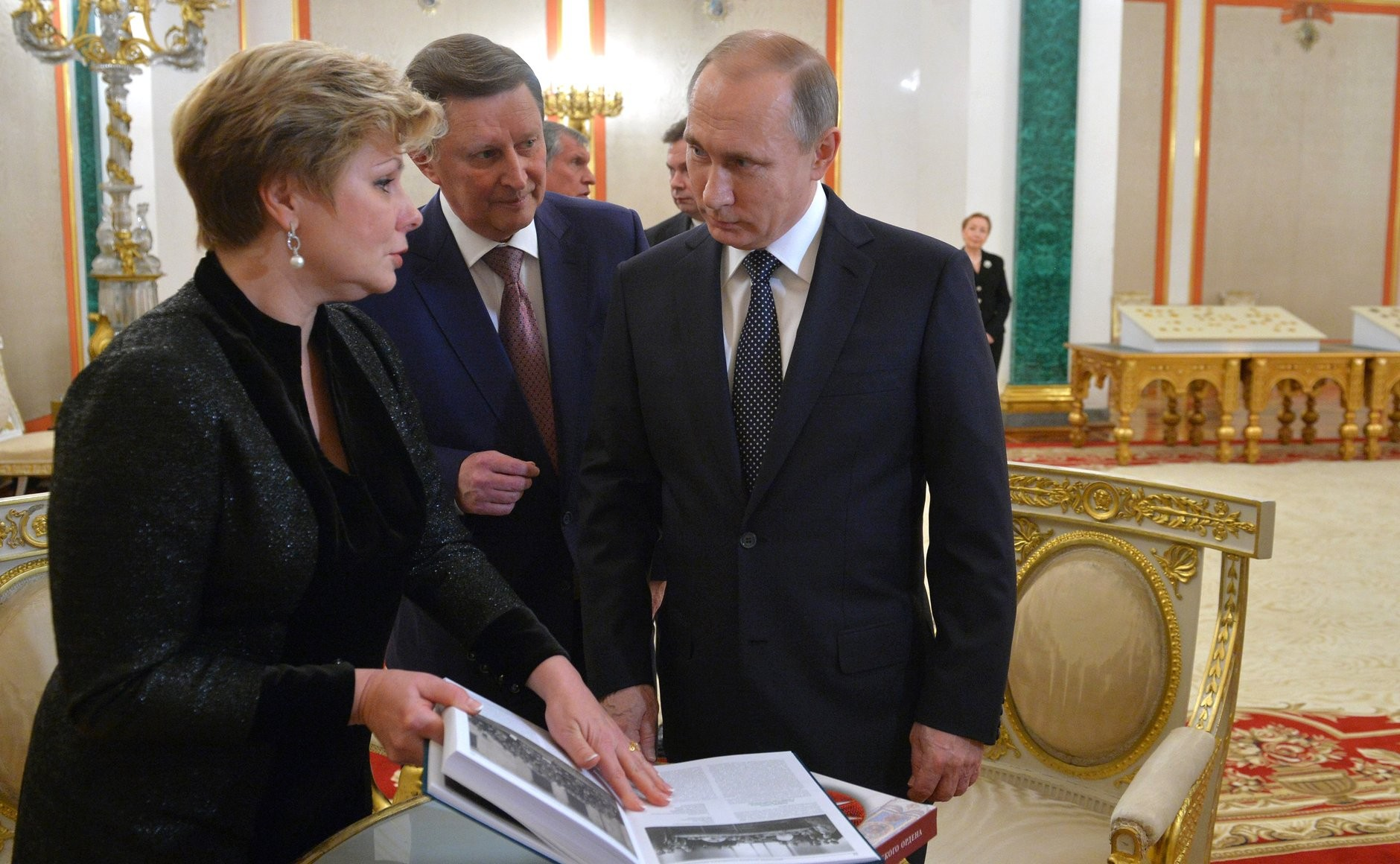
Владимир Путин и директор музеев Кремля Елена Гагарина в Екатерининском зале БКД, 2015 год

Екатерининский зал служил тронным для российских императриц и был назван в честь ордена Святой Екатерины, учреждённого в 1714 году. По сторонам от входа расположены пилястры на массивных столбах, декорированные малахитовыми мозаичными узорами. Стены украшены орденскими рельефами, изготовленными филигранным способом и украшенными стразами. Паркет выполнен по эскизам Фёдора Солнцева.
Изначально в тронном Екатерининском зале не было мебели, во время торжественных церемоний здесь собирались кавалерственные и придворные дамы. В дальнейшем помещение использовали для проведения переговоров на высшем уровне.

## Интерьеры других комнат

### Первый этаж

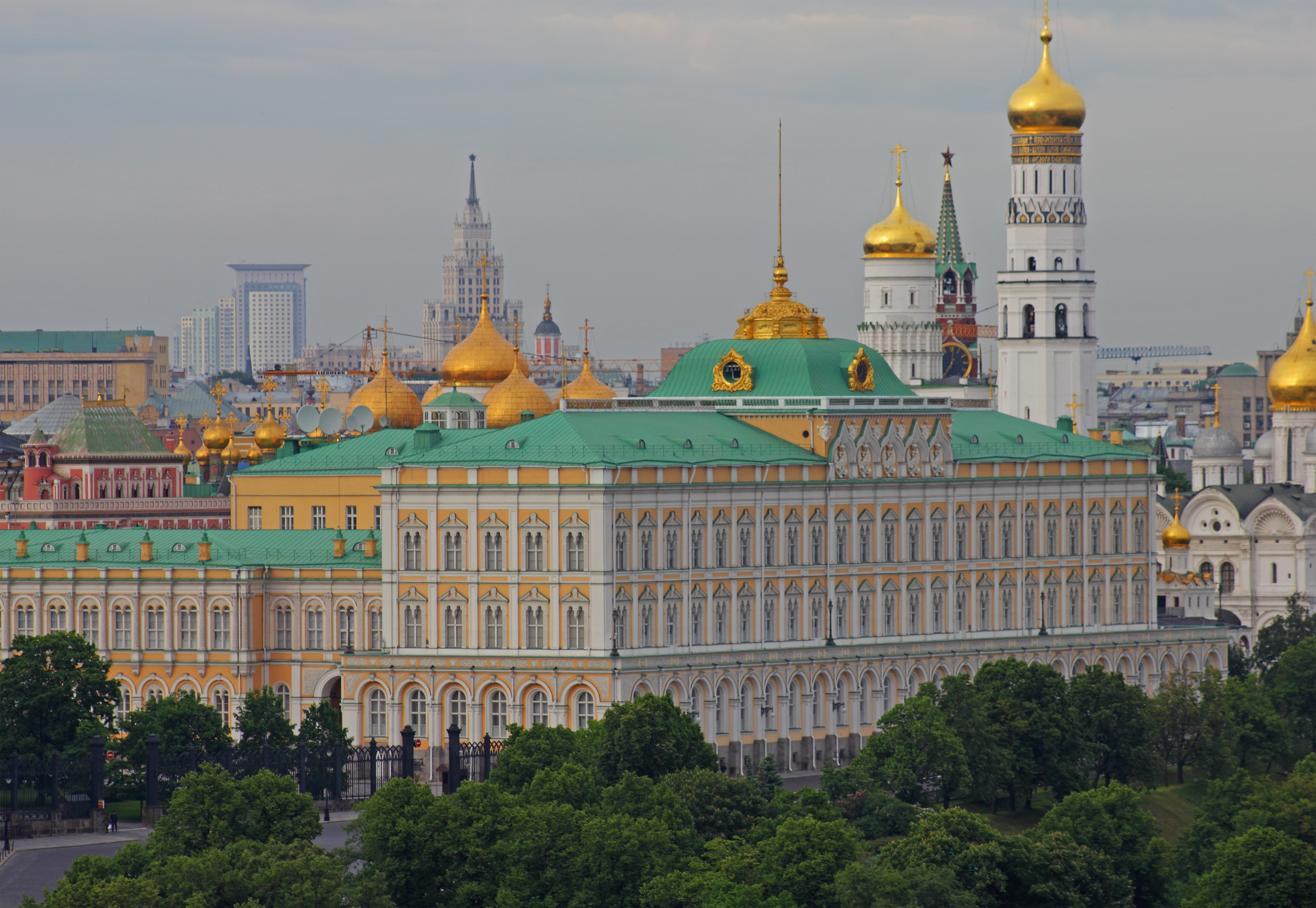
Общий вид на Большой Кремлёвский дворец, 2012 год

Кроме служебных помещений на первом этаже Большого Кремлёвского дворца располагалась анфилада личных императорских покоев. Их декор разработали архитекторы Ф. Ф. Рихтер, Н. И. Чичагов и В. А. Бакарев, подготовившие эскизы не только для архитектурной отделки, но и канделябров, каминов, лестничных решёток, мебели и дверей. Всего помещения Собственной половины включают более четырёхсот предметов интерьера и декоративно-прикладного искусства, часть из которых выполнили под заказ в мастерских Генриха Гамбса и Андре-Шарль Буля. Согласно свидетельству французского писателя Теофиля Готье, осматривавшего дворец в XIX веке, в одном из дальних помещений комплекса даже находилась статуя Наполеона в полный рост, забытая французской армией во время срочного отступления 1812-го.
Собственная половина находится слева от парадной лестницы и выходит окнами на южный фасад. Она включает две зоны: анфиладную и основную части меблированных комнат. Анфилада состоит из семи помещений, каждое из которых выдержано в собственном стиле. По правую сторону коридора находились Большой буфет и три дежурных помещения для придворных слуг.
Помещение императорской столовой использовали для чаепитий и обедов императорской семьи. Для этого в комнате расположили четыре чёрных лакированных стола и стулья XVIII века, обитые вишнёвой кожей. Стены комнаты облицованы белым и жёлтым искусственным мрамором, в нишах помещены вазы в античном стиле и мраморные скульптуры.
Гостиная императрицы выполнена в стиле рококо в пастельных тонах, её использовали для приёма узкого круга гостей, бесед и игр. Мебель, плафоны, рамы зеркал, стенные панели обильно украшены позолотой. Гарнитур гостиной включал диваны и кресла на колёсиках для удобного перемещения мебели. В комнате расположена фарфоровая люстра с лепными цветами, созданная на петербургском Императорском фарфоровом заводе специально для Большого Кремлёвского дворца.
Личный кабинет императрицы предназначался для чтения и отдыха и был решён в тёмно-малиновых тонах. По желанию Александры Фёдоровны мебель и двери выполнили из ценных пород деревьев в стиле французского мебельщика Андре Буля и украсили пластинами из панциря черепахи, перламутра и меди. Предметы изготовлены на шипах без гвоздей и клея неизвестными мастерами.
Будуар императрицы выдержан в серебристо-розовой гамме. Мебель из орехового дерева и стены обиты шёлковой тканью нежных оттенков. Гарнитур для зала изготовил мебельщик Питер Гамбс. Помещение украшено камином, который облицевали пластинами зелёного малахита, изготовленными на Петергофской гранильной фабрике, а также бронзовыми часами, отмечающими дни и фазы Луны.
Императорская опочивальня выдержана в сине-перламутровых тонах и оформлена двумя колоннами из цельных кусков мрамора с позолоченными капителями. Камин из каррарского мрамора украшают часы под названием «Ночь», выполненные в виде шара с накладными цифрами, звёздами и двумя бронзовыми фигурками амуров по бокам. Механизм установлен на золочёную подставку с литыми позолоченными женскими фигурами.
Завершает анфиладу Собственной половины Кабинет императора, расположенный в юго-западной части дворца и соединяющийся с тремя помещениями административного назначения — Дежурной, Приёмной и Фельдъегерской. Окна кабинета выходят на храм Христа Спасителя и Москву-реку, поэтому для звукоизоляции стены изнутри отделали ясенем. В комнате находится камин белого каррарского мрамора. В XIX веке стены кабинета украшали картины, посвящённые войне 1812 года, с потолка свисала бронзовая люстра. По желанию Николая II картины сняли, а паникадило заменили простым многоламповым светильником.

### Второй этаж

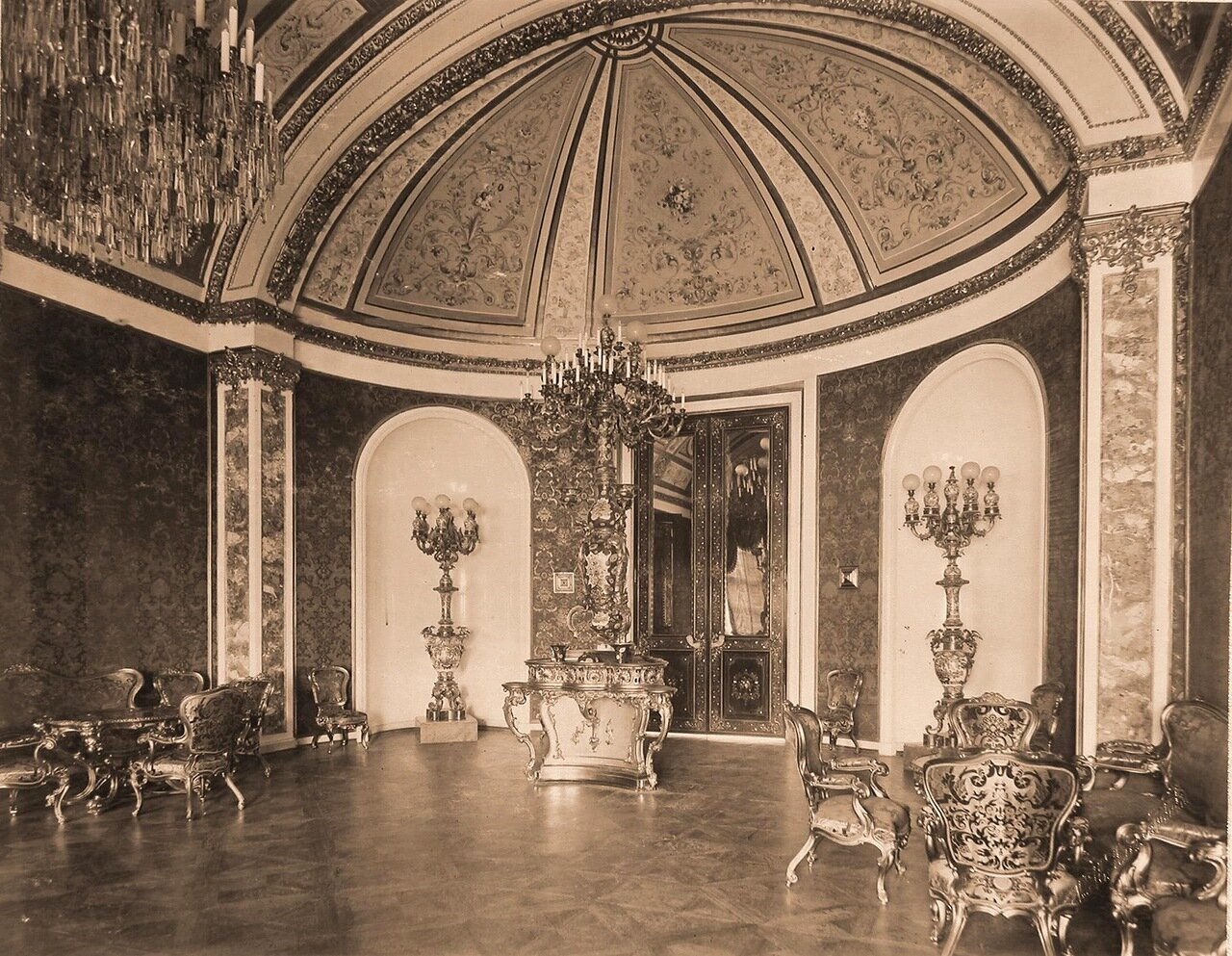
Зелёная гостиная, 1896 год

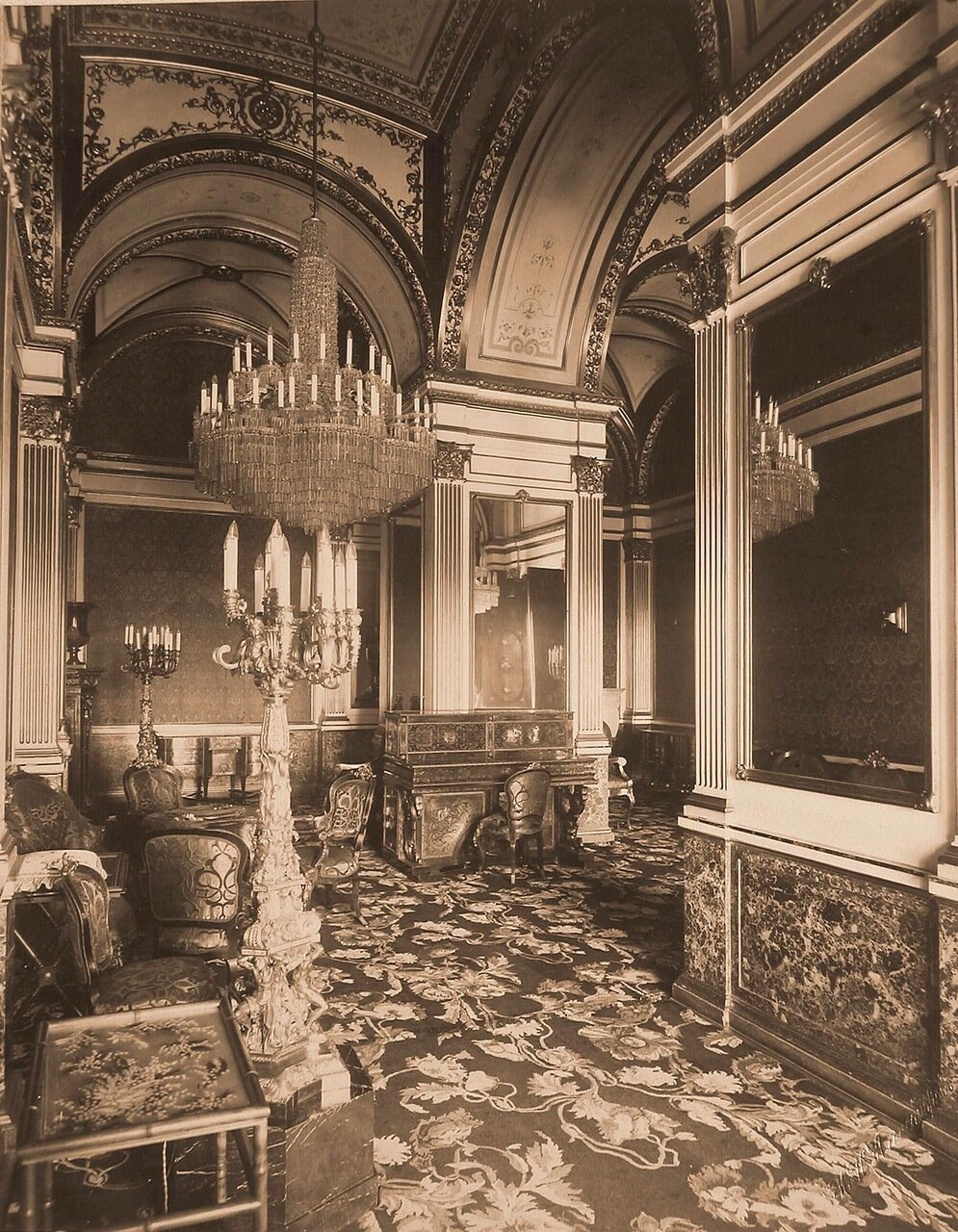
Кабинет императрицы, 1896 год

Исследователи отмечают, что помещения дворца отличаются торжественностью и главную ценность представляют предметы декоративно-прикладного искусства — осветительные приборы, мебель. В комплексе неоднократно проводили перестройки, связанные с перепланировкой и реконструкцией инженерных систем. После открытия Большого Кремлёвского дворца для публики в 1919 году императорские покои получили музейно-выставочный характер, их редко используют во время торжественных мероприятий.
Екатерининский зал соединён с парадной Зелёной гостиной, предназначавшейся для встреч императрицы с почётными гостями. Стены полукруглого зала обиты зелёной и золотой тканью, созданной по рисункам художника Артари Анжиоло. Потолок расписан цветочным орнаментом. Помещение обставлено мебелью с инкрустацией и освещено бронзовыми хрустальными люстрами, канделябрами и торшерами. Рядом расположены будуар, кабинет и спальня императрицы, обставленные мягкой стёганой мебелью в духе французских дворцов эпохи Людовика XV. Также в этой части расположена Красная гостиная, декорированная в стиле ренессанс. Помещения используют для встреч президента России с государственными и общественными деятелями.
Кабинет императрицы и будуар объединены небольшой Камерюнгферской комнатой, где дежурили фрейлины. Её стены и своды, обшитые ореховыми панелями, украшены мозаикой из разноцветной фанеры и перламутра. Декоративная роспись выполнена Джузеппе Артари на алом фоне.
Фрейлинский (Белый) коридор расположен параллельно Теремному дворцу и парадной анфиладе второго этажа Большого Кремлёвского дворца. Он ведёт из Святых сеней и Владимирского зала, минуя остальные помещения, в Кавалергардский зал, расположенный в западной части здания. В 1817 году в небольших комнатах коридора ненадолго разместили фрейлин, в честь чего помещение получило своё название.
Завершает Парадную половину Ореховая гардеробная, её стены и потолок облицованы панелями орехового дерева, подогнанными и собранными без швов мастером Карлом Герцем.

## В филателии

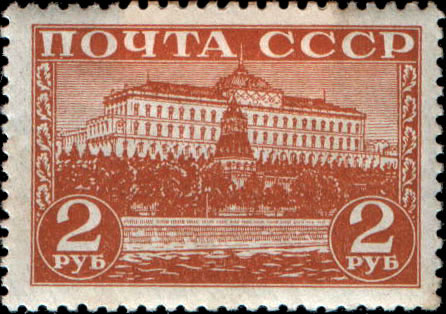
Почтовая марка 1941 год. Выпуск стандартных марок «Кремль»
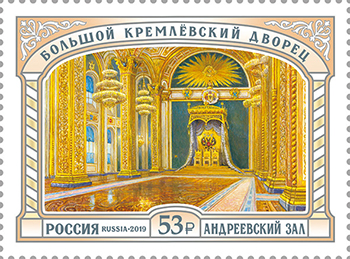
Почтовая марка 2019 год. Серия «Большой Кремлёвский дворец. Парадные залы». Андреевский зал
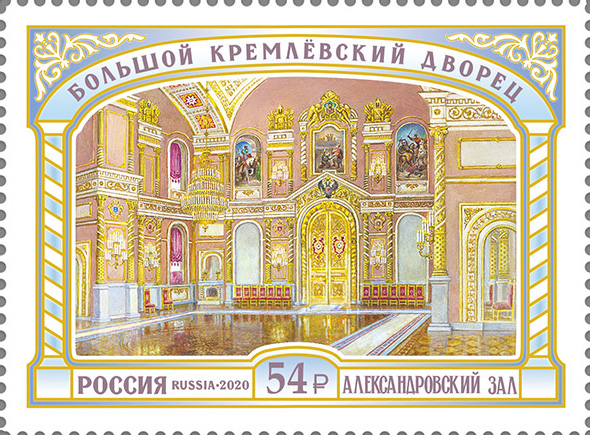
Почтовая марка 2020 год. Серия «Большой Кремлёвский дворец». Александровский зал
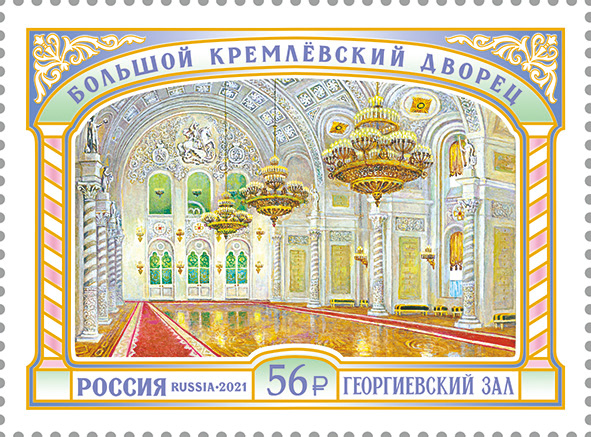
Почтовая марка 2021 год. Серия «Большой Кремлёвский дворец». Георгиевский зал
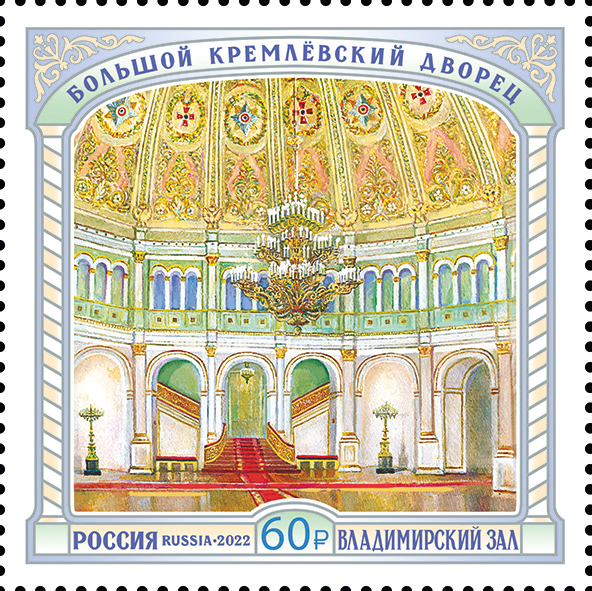
Почтовая марка 2022 год. Серия «Большой Кремлёвский дворец». Владимирский зал
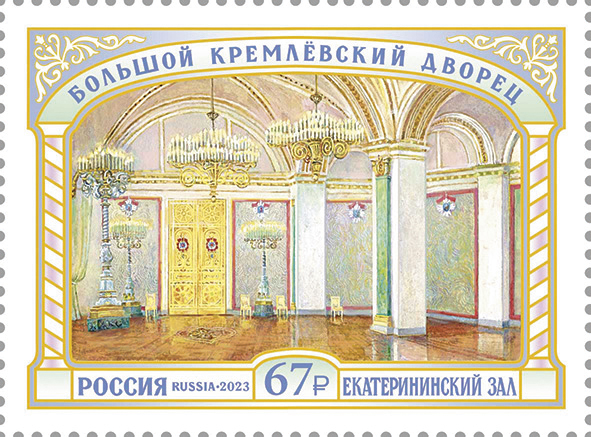
Почтовая марка 2023 год. Серия «Большой Кремлёвский дворец». Екатерининский зал
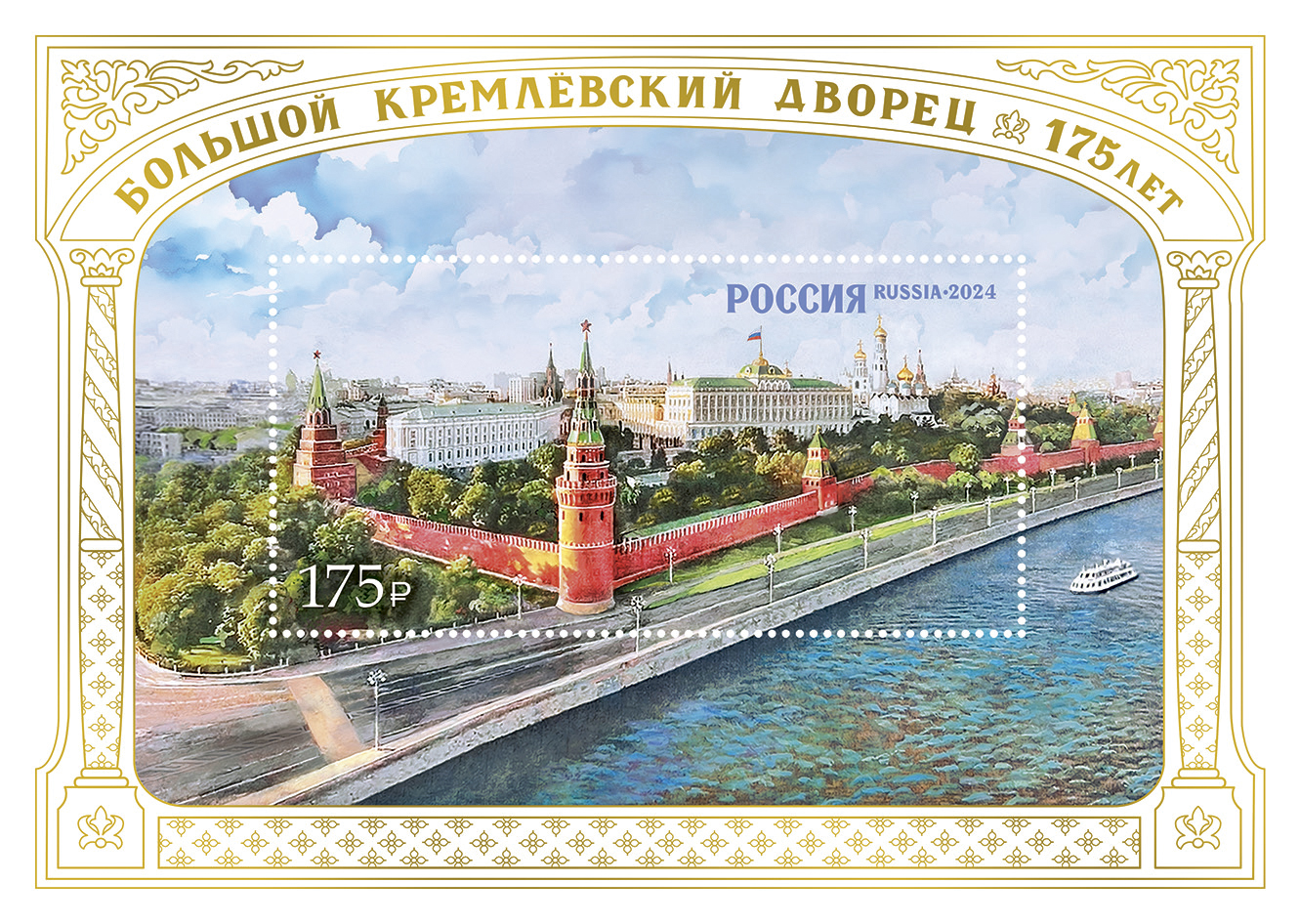
Почтовый блок, 2024 год. 175 лет Большому Кремлёвскому дворцу